# Solaris Bus & Coach
Solaris Bus & Coach es un productor polaco de vehículos de transporte público (autobuses, trolebuses y tranvías), con su sede en Bolechowo-Osiedle cerca de Poznań. Solaris posee cuatro sitios de producción: su fábrica principal y sede en Bolechowo (ensamblaje final de autobuses y trolebuses), dos plantas en Środa Wielkopolska (un taller de soldadura para carrocerías de autobuses y trolebuses y un taller de soldadura para carrocerías de tranvía), así como un taller final nave de montaje de material rodante, ubicada en Poznan, en la calle Wieruszowska.
La empresa surgió de la empresa Neoplan Polska fundada en 1994. En 1996 se inauguró una planta de producción en Bolechowo-Osiedle, cerca de Poznan. El primer autobús de piso bajo producido en Bolechowo salió de la línea de montaje el 22 de marzo de 1996 y es esta misma fecha la que se entiende como el inicio de la historia de la empresa. En 1999 vio el estreno del primer autobús urbano de la marca Solaris: el Solaris Urbino 12. En 2001, la empresa pasó a llamarse Solaris Bus & Coach Sp. z o.o., convirtiéndose de una sociedad de responsabilidad limitada a una Sociedad Anónima. La empresa no cotiza en bolsa.
Los autobuses urbanos Solaris están disponibles en diversas configuraciones de accionamiento, así como en tamaños y tipos de carrocería. La cartera del fabricante de autobuses cubre vehículos de combustible convencional (gasóleo) y los de propulsión alternativa (autobuses o trolebuses eléctricos, híbridos y de GNC). En 2006, Solaris se convirtió en el primer fabricante en comercializar en Europa un autobús articulado de propulsión híbrida: el Solaris Urbino 18 Hybrid, producido en serie. El Solaris Urbino 12 eléctrico fue el primer polaco, y el primer autobús eléctrico, en ganar un título internacional de Bus y Autocar del año en 2017. En julio de 2018, se anunció que Construcciones y Auxiliar de Ferrocarriles (CAF) había adquirido Solaris.

## Historia

### Neoplan Polska
En 1994, Krzysztof Olszewski fundó la empresa Neoplan Polska Sp. z o.o., una sucursal para el mercado polaco de la marca de autobuses alemana Neoplan. En 1995, esta empresa ganó una licitación para la entrega de setenta y dos autobuses urbanos para Poznan. La licitación se condicionó a la ubicación de la fábrica de autobuses en las cercanías de esta ciudad; por lo cual la empresa levantó una planta de montaje de autobuses en Bolechowo-Osiedle. El primer autobús fabricado por Neoplan Polska salió de la línea de producción el 22 de marzo de 1996. Tras realizar el pedido de Poznan, la empresa alcanzó la posición de líder del mercado polaco en el segmento de autobuses urbanos de piso bajo. Inicialmente, la planta de Bolechowo fabricaba los siguientes autobuses con licencia de la familia Neoplan:
- Neoplan N4009
- Neoplan N4016
- Neoplan N4020
- Neoplan N4021[2][3][4]

Los autobuses destacaban sobre los demás por su fiabilidad y la calidad de ejecución, pero sobre todo por su diseño innovador y, lo que era una novedad en ese momento, su accesibilidad para personas mayores y con problemas de movilidad gracias al piso bajo. Un elemento que distinguiría a los autobuses Neoplan producidos en Polonia de los fabricados en el extranjero fue el logotipo del perro salchicha verde pegado en la esquina izquierda de la cara frontal. Se suponía que simbolizaba la característica de piso bajo del autobús y su simplicidad de uso. El color del perro salchicha fue una referencia al compromiso medioambiental de la empresa en la producción de vehículos de transporte público. El perro salchicha verde sigue siendo el símbolo de la empresa hasta el día de hoy.
En la segunda mitad de la década de 1990, la empresa Neoplan Polska amplió su propia oficina técnica a cargo de investigación y desarrollo. En ese entonces, la empresa ya estaba utilizando un software que le permitía acortar el tiempo necesario para diseñar y construir un prototipo de un nuevo modelo. Hacia finales de la década de 1990, Neoplan lanzó una nueva generación de autobuses urbanos. Sin embargo, el Sr. Olszewski decidió no lanzar su producción en la planta de Bolechowo, ya que no encontrarían interés en Polonia debido a su precio exorbitado. Luego, en 1998, los ingenieros de Neoplan Polska construyeron el primer autobús urbano que se produciría solo en Bolechowo: el Neoplan K4016TD (y su versión más corta, el Neoplan K4010TD), con fines de marketing denominado Olibus. En 1999 se vivió el debut del primer modelo del Solaris Urbino. Al principio, Neoplan Polska estaba vinculada por su contrato con la alemana Neoplan, por lo que la empresa del Sr. Olszewski solo podía vender autobuses en Polonia o en países de Europa central y oriental. En 2001, la empresa alemana MAN adquirió Neoplan. Por ello, el 1 de septiembre de 2001, la empresa Neoplan Polska se transformó en una sociedad limitada (en polaco: Spółka z ograniczoną odpowiedzialnością), y su nombre se cambió a Solaris Bus & Coach Sp. z oo. Krzysztof y Solange Olszewski se convirtieron en los únicos propietarios. A partir de ese momento, la exportación de autobuses Solaris dejó de estar limitada por contratos con Neoplan y todos los vínculos con esa empresa quedaron invalidados. El 1 de julio de 2005, la empresa se transformó en Sociedad Anónima (en polaco: Spółka akcyjna) Solaris Bus & Coach S.A..
Años después, Solange Olszewska señaló: «Mi esposo y yo buscábamos un nombre que evocara connotaciones positivas en todos los idiomas, que fuera fácil de pronunciar y que estuviera relacionado con el futuro. No pudimos encontrar nada adecuado. Luego, entre cientos de palabras, pensamos en "solaris", un nombre simple que tiene asociaciones positivas con la luz del sol y comienza con la misma letra que mi nombre de pila».

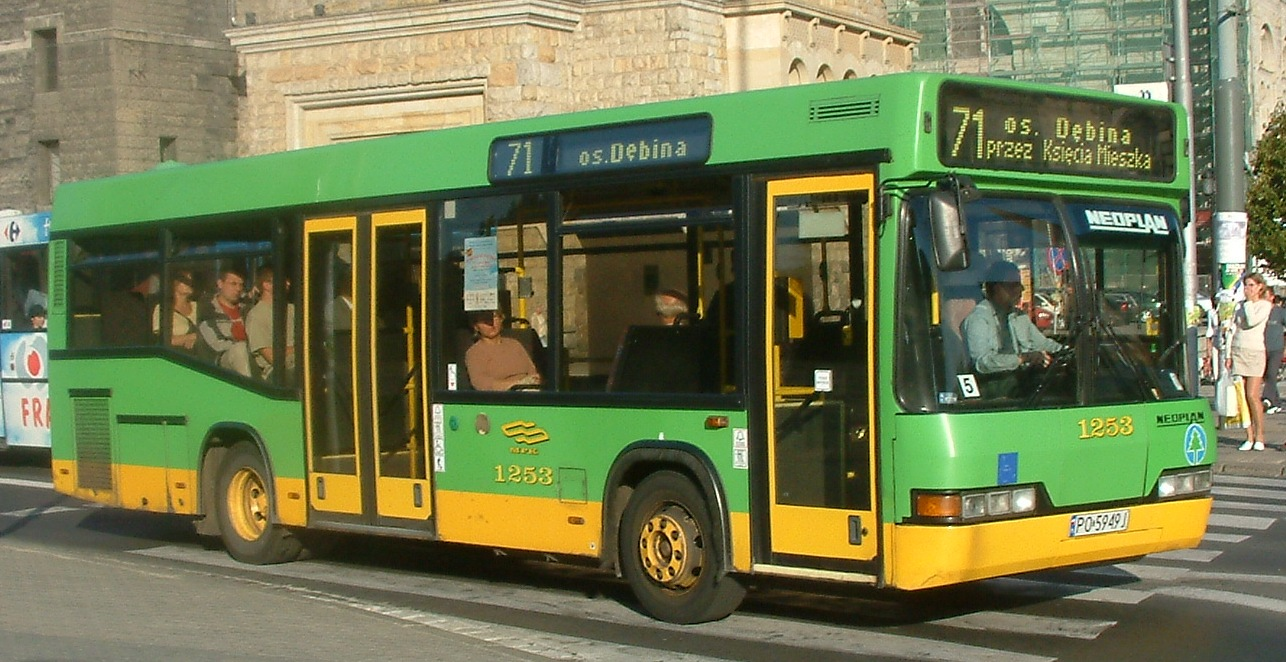
Neoplan N4009
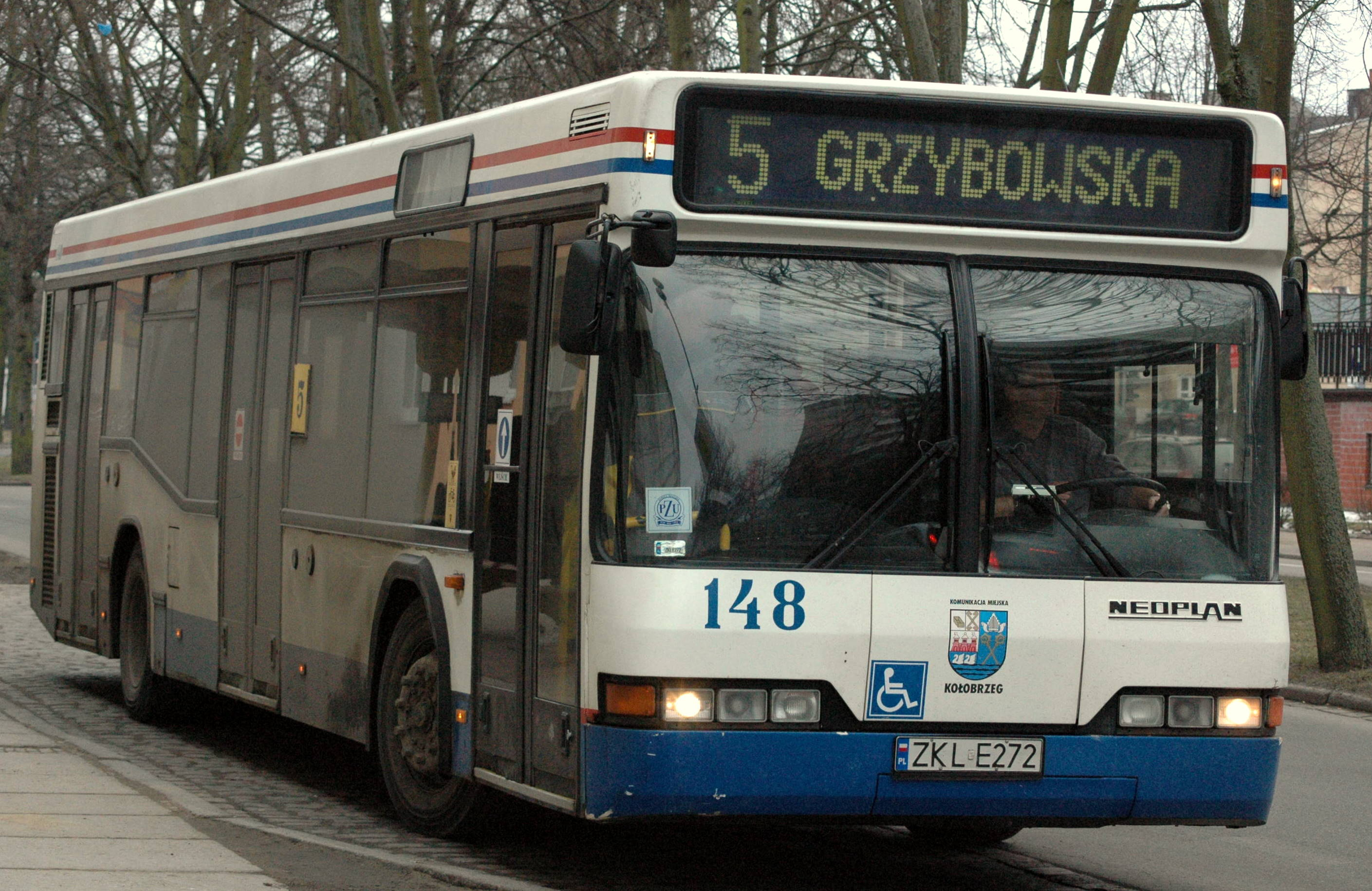
Neoplan N4016
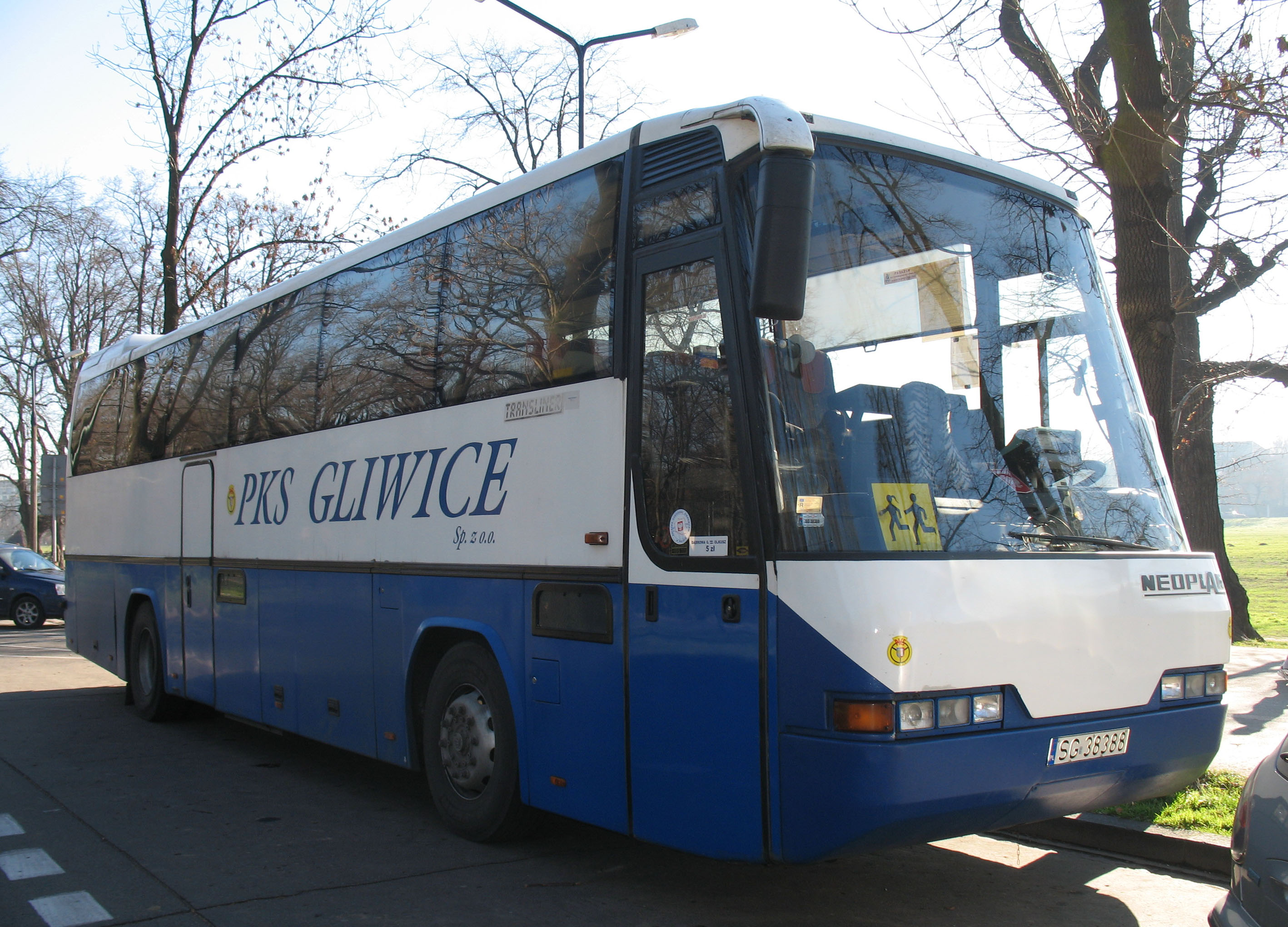
Neoplan Transliner

### Nuevo Propietario: CAF
El 5 de septiembre de 2018 Construcciones y Auxiliar de Ferrocarriles (CAF) adquirió Solaris Bus & Coach. Adicionalmente, CAF ha celebrado un acuerdo con el Fondo de Desarrollo de Polonia (Polski Fundusz Rozwoju) para la adquisición por parte de este último de una participación minoritaria en Solaris (35 %) en los mismos términos y condiciones acordados por CAF en la adquisición de Solaris.

### Autobuses urbanos e interurbanos
Los primeros autobuses de la familia Solaris Urbino fueron diseñados por un grupo de ingenieros polacos en la oficina de diseño IFS Designatelier, con sede en Berlín, bajo la dirección de Krzysztof Olszewski. En mayo de 1999, en la Feria Internacional de Poznan la compañía presentó su autobús urbano de piso bajo clase MAXI Solaris Urbino 12. Ese mismo año se estrenaron otros dos modelos de la clase MEGA: el Solaris Urbino 15 y el Solaris Urbino 18. En 2000 se vio el lanzamiento al mercado del miembro más pequeño de la familia de autobuses: Solaris Urbino 9. Una carrocería totalmente de acero inoxidable y el parabrisas delantero asimétrico se convertirían en características típicas de todos los autobuses de la familia Urbino. La nueva serie de autobuses urbanos se caracterizó por un diseño moderno y soluciones técnicas innovadoras (por ejemplo, la línea asimétrica del parabrisas delantero mejora el campo de visión del conductor).
Si los autobuses de primera generación se fabricaron principalmente para el mercado polaco, en marzo de 2000 la empresa vendió el primer vehículo a una empresa no polaca; el Solaris Urbino 15 fue a la empresa DPO de la ciudad checa de Ostrava. Los autobuses Solaris Urbino de primera generación también llegaron a Eslovaquia, Letonia y Alemania.
La segunda generación de Urbinos se estrenó en 2002. El fabricante introdujo pequeñas modificaciones en comparación con la predecesora, por lo que la segunda generación fue una transición entre la primera y la tercera edición de Urbino. Además, se introdujo el nuevo Solaris Urbino 10, en sustitución del Urbino 9. El año 2002 también fue un momento histórico para la empresa, ya que marcó la primera vez que las ventas de exportación se duplicaron y los pedidos extranjeros superaron el volumen de comisiones nacionales.
En 2002 también se presentó el primer autobús interurbano Solaris, denominado Solaris Valleta con fines comerciales. El vehículo fue diseñado para un operador regional con sede en La Valeta, Malta. Fue el primer autobús Solaris adaptado al sentido de circulación por la izquierda. En 2004 se vio el debut del modelo de autobús interurbano de acceso bajo Solaris Urbino 12 LE (Low Entry).
En septiembre de 2004, debutó la tercera generación de autobuses Solaris Urbino, cuya producción en serie comenzó en la primavera de 2005. Se llevaron a cabo muchas modificaciones de estilo y construcción. Es este modelo el que permitió el éxito global de la empresa. Además, en 2004, la empresa presentó también el modelo Solaris Urbino 15 CNG, el primer autobús Solaris que funciona con gas natural comprimido. El Solaris Urbino participó en el concurso Bus & Coach of the Year 2005, donde quedó segundo por detrás del MAN Lion's City. En 2006, Solaris se convirtió en el primer fabricante europeo en presentar un bus de accionamiento híbrido producido en serie: el Solaris Urbino 18 Hybrid. En 2011 la compañía también lanzó un modelo híbrido de 12 metros.
En 2006, la empresa lanzó la producción de un modelo quince centímetros más corto, con una longitud de 8,6 metros: el modelo Solaris Alpino, destinado principalmente a las calles estrechas de los centros de las ciudades, así como a las rutas menos frecuentadas. En 2008, la compañía extendió la línea de producción por dos modelos de entrada baja, el Solaris Alpino 8,9 LE y el Solaris Urbino 15 LE. También se introdujeron en el mercado modelos de bajo consumo alimentados por GNC o biogás, principalmente para destinatarios de países escandinavos.
A mediados de 2009, la compañía diseñó los primeros prototipos del autobús interurbano Solaris InterUrbino 12 que se estrenó en septiembre de 2009 en la feria Transexpo.
En septiembre de 2011, Solaris presentó el prototipo del autobús urbano de clase Midi totalmente eléctrico: el Solaris Urbino 8,9 LE eléctrico. El primer comprador de ese autobús Solaris eléctrico fue un transportista austriaco de Klagenfurt. Un año después, en el Salón del Automóvil IAA de Hannover, el productor dio a conocer la versión de 12 metros de su autobús eléctrico, el Solaris Urbino 12 eléctrico. El primer modelo de este tipo se vendió en 2013 a un operador en Braunschweig, Alemania. Allí también se mostraron los primeros autobuses eléctricos articulados, el Solaris Urbino 18 eléctrico. En 2014, el fabricante suministró sus innovadores autobuses urbanos Solaris Urbino 18,75 eléctricos a Hamburgo. Estos vehículos fueron los primeros en utilizar un pila de combustible de hidrógeno como fuente de energía adicional.
En septiembre de 2014, durante la feria IAA en Hannover (estreno mundial), y en octubre de ese año, en la feria Transexpo en Kielce (estreno polaco), Solaris presentó la nueva generación de autobuses Solaris Urbino, inicialmente solo con accionamientos convencionales y en las versiones de longitud 12 y 18 metros. Esta vez, el fabricante introdujo más modificaciones en el diseño en comparación con los modelos anteriores. El diseño se modificó profundamente y se aplicaron muchas innovaciones técnicas. Durante los años siguientes, Solaris mostró una gama de modelos de nueva generación (la firma comenzó a usar ese nombre en lugar de la cuarta generación, para distinguirlo del modelo anterior), aunque continuó fabricando simultáneamente vehículos de la tercera generación.
En 2016, Solaris anunció que la nueva generación Solaris Urbino 12 eléctrico competiría en el "Bus Euro Test 2016" por el título de Bus & Coach of the Year del año 2017. En el concurso, el autobús Solaris se enfrentó a tres competidores: el Mercedes-Benz Citaro C2 NGT, el Van Hool Exqui.City 18, el Irizari2e y el Ebusco 2.01. Solaris resultó el ganador final, convirtiéndose así en el primer autobús polaco en conseguir este título y en el primer autobús eléctrico en ganar esta distinción.
Solaris suministra buses completos, es decir, no utiliza chasis de otros fabricantes. Sin embargo, implementa componentes fabricados por otros subproveedores. Instala motores diésel y motores GNC fabricados por Paccar/DAF, Cummins, mientras que las transmisiones son suministradas por Voith o ZF Friedrichshafen. En el caso de propulsores híbridos, los vehículos Solaris utilizan BAE Systems.
El 29 de noviembre de 2016, Solaris se convirtió en el líder de un grupo tecnológico denominado "Bus eléctrico polaco: cadena de suministro para la movilidad eléctrica". El objetivo del clúster es el diseño de buses eléctricos, baterías y opciones de carga. El grupo está formado por: Akademia Górniczo-Hutnicza (Universidad de Ciencia y Tecnología), Politechnika Poznańska (Escuela Universitaria Politécnica de Poznan), Politechnika Warszawska (Varsovia), EC Grupa, Ekoenergetyka Polska, Impact Clean Power Technology, Medcom, Instytut Napęw i Maszyn Elektrycznych KOMEL y SKB Drive. Posteriormente se incorporaron al clúster las empresas El-Cab y ENEA.
En 2018, Solaris anunció el debut de los tres vehículos siguientes: el Solaris Trollino 24, el Solaris Urbino 12 con propulsión de hidrógeno y el Solaris Urbino 12 LE lite híbrido, lo que significa un autobús de acceso bajo y bajas emisiones que implican menores costos operativos.

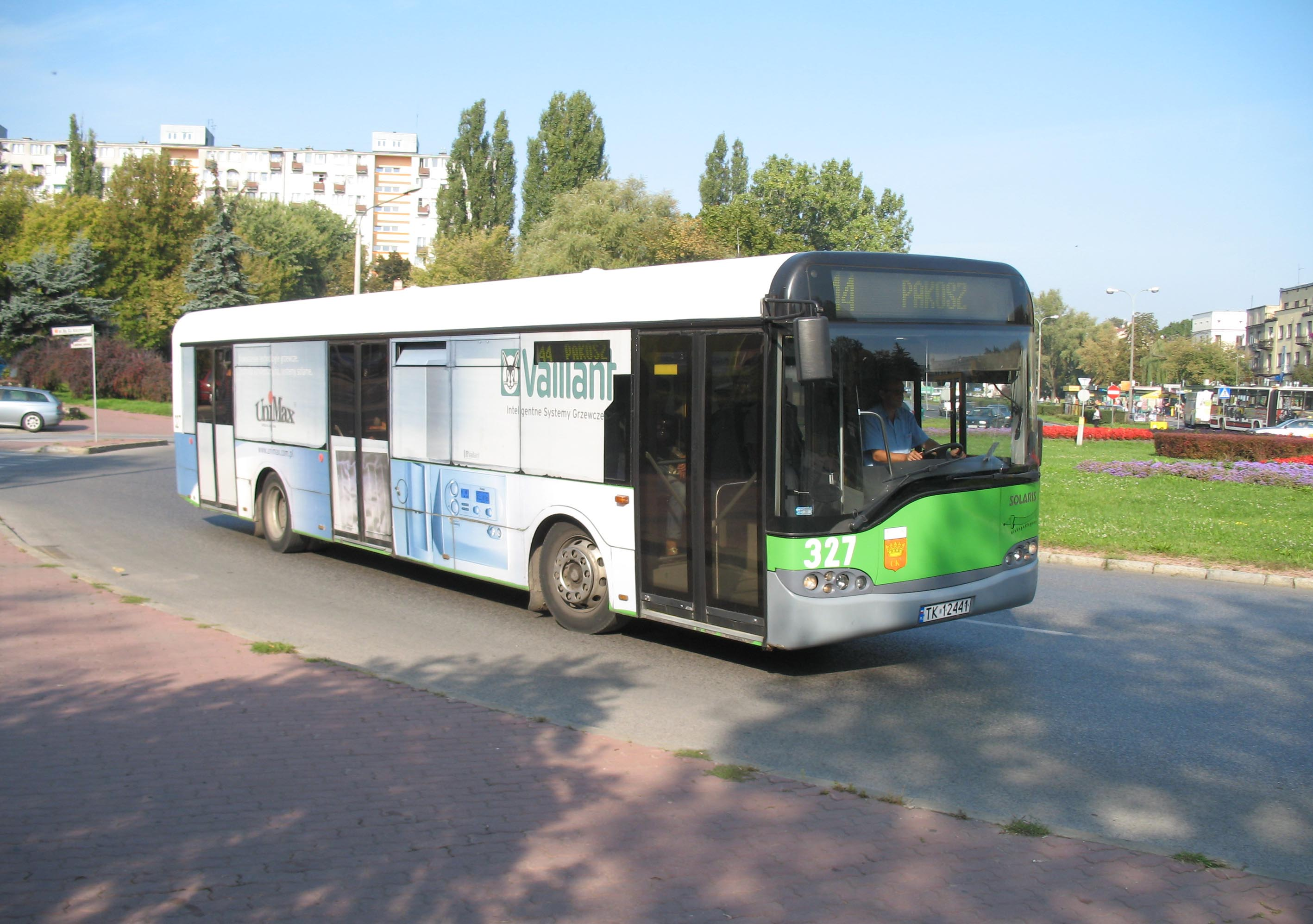
Solaris Urbino 12 de 1ª generación
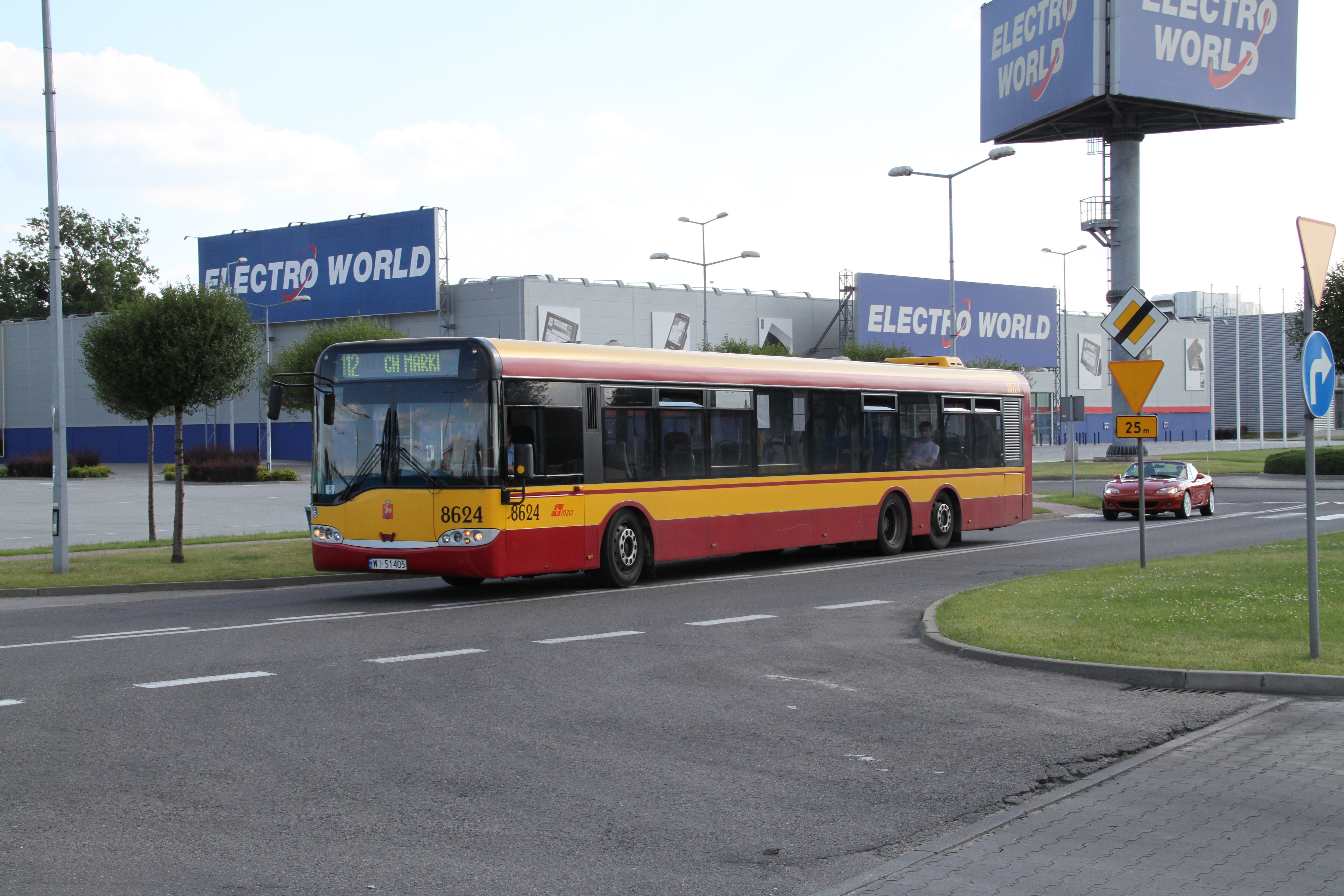
Solaris Urbino 15 de 2ª generación
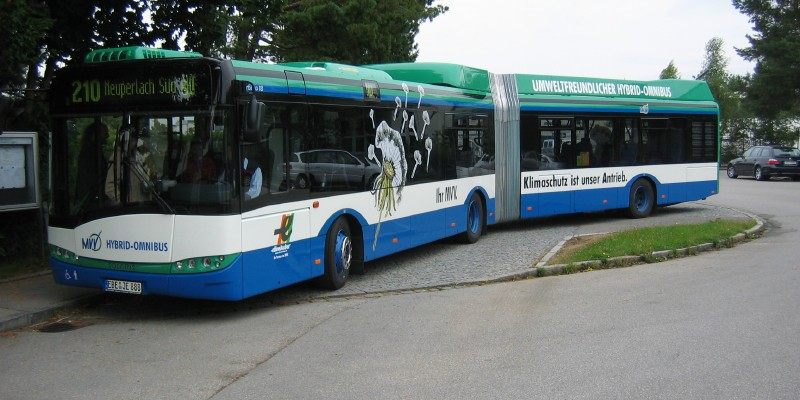
Solaris Urbino 18 híbrido de 3ª generación
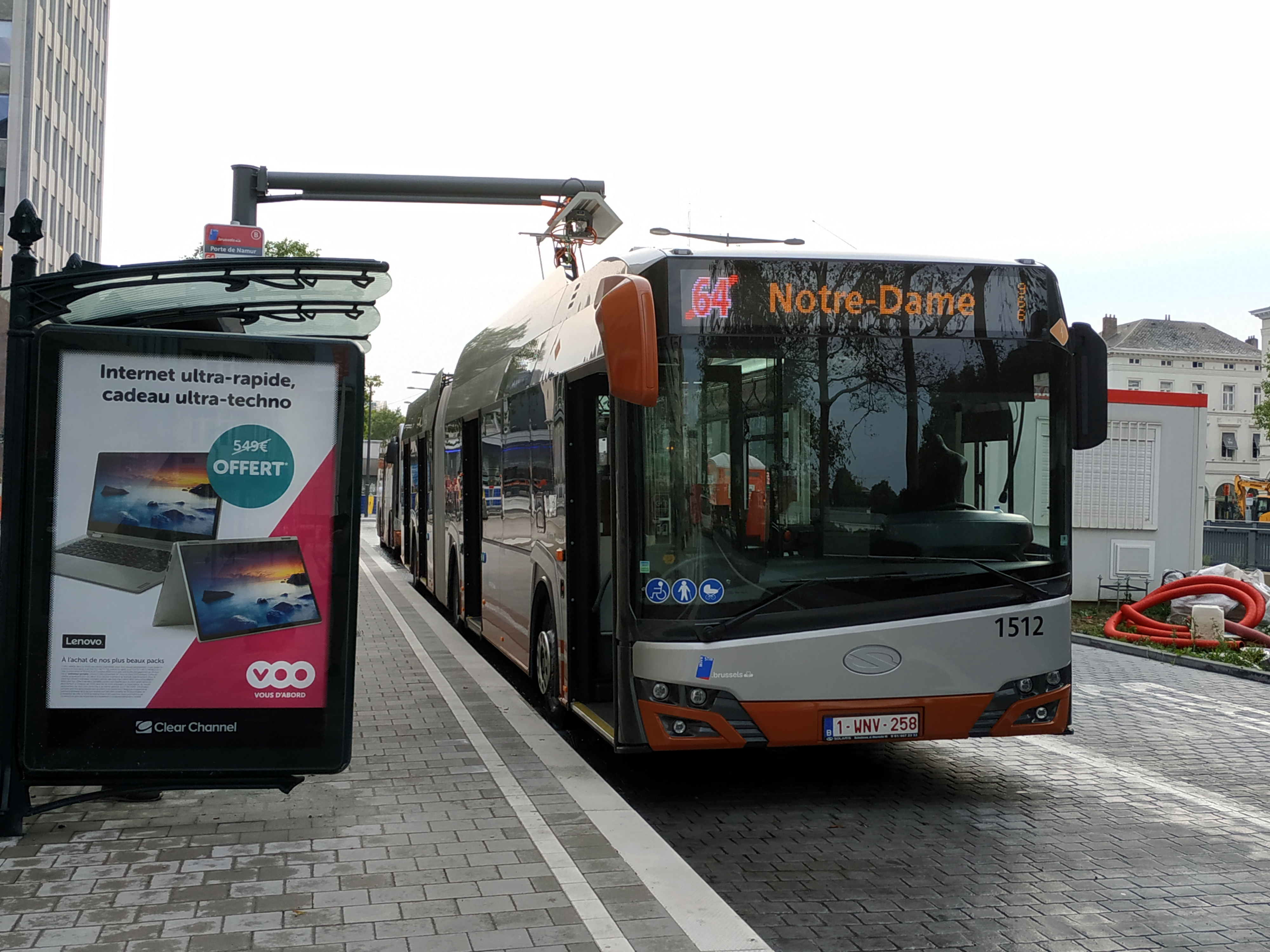
Solaris Urbino 18 híbrido enchufable de 4ª generación
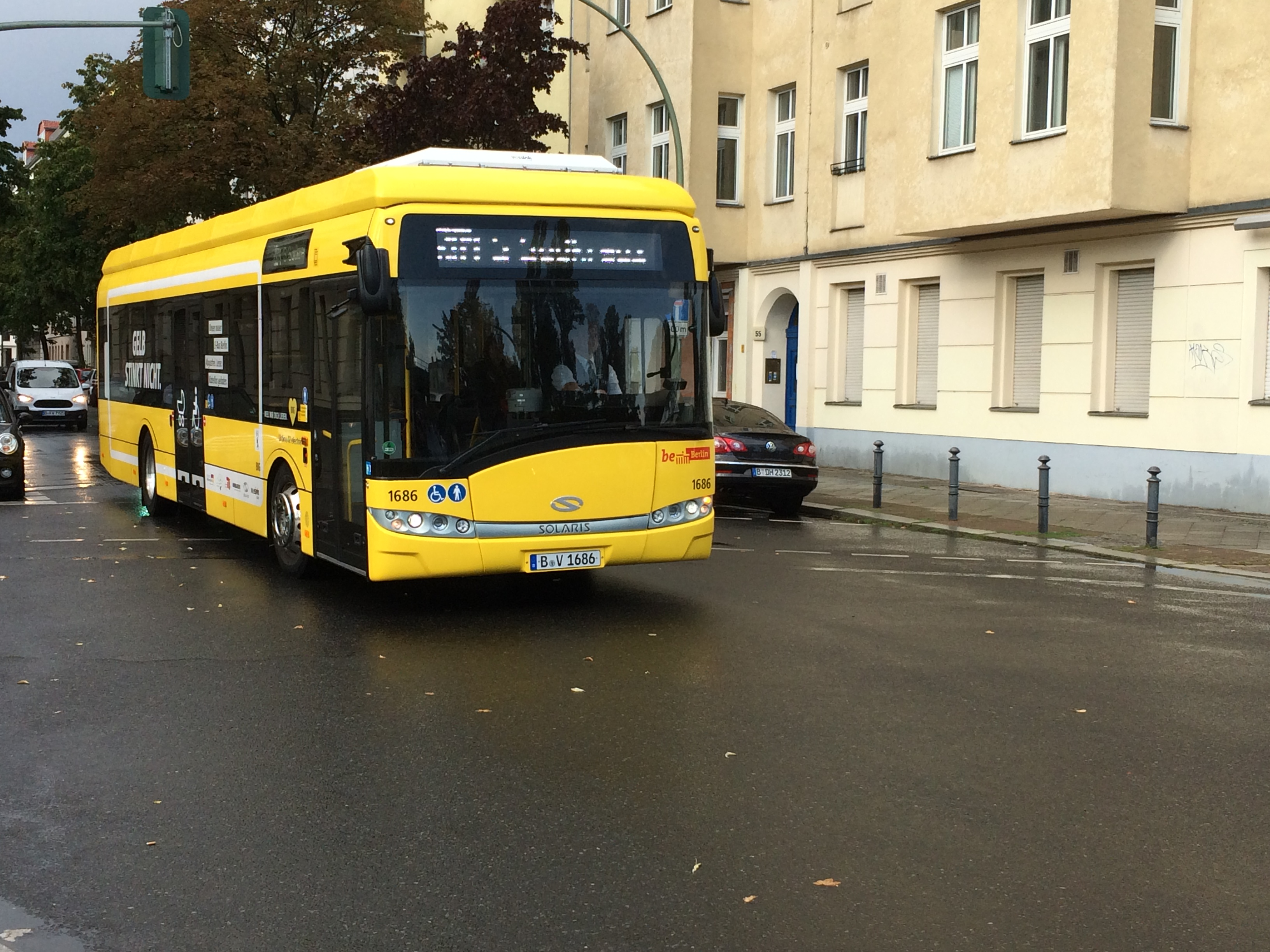
Solaris Urbino 12 de 3ª generación
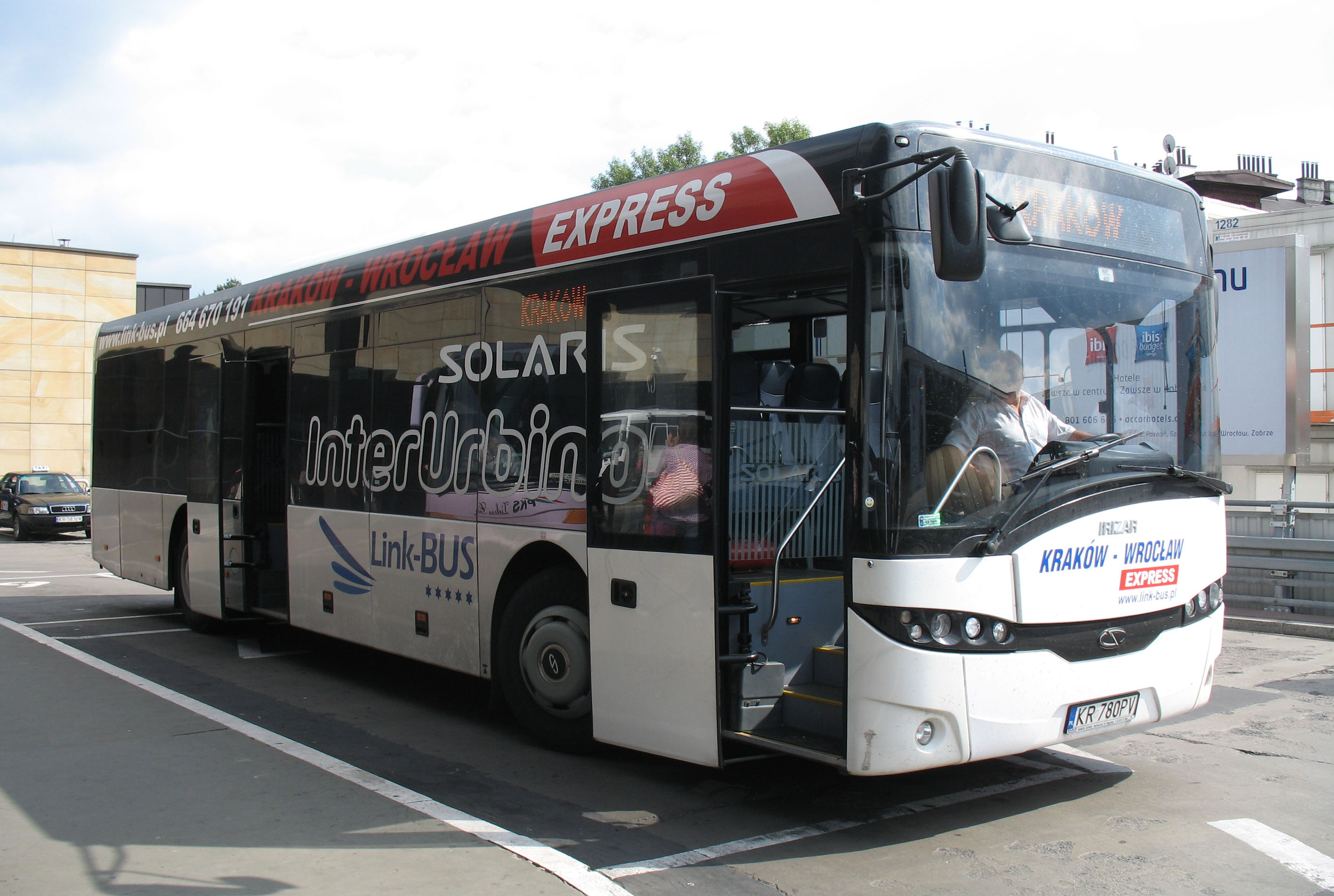
Solaris InterUrbino 12 de 1ª generación
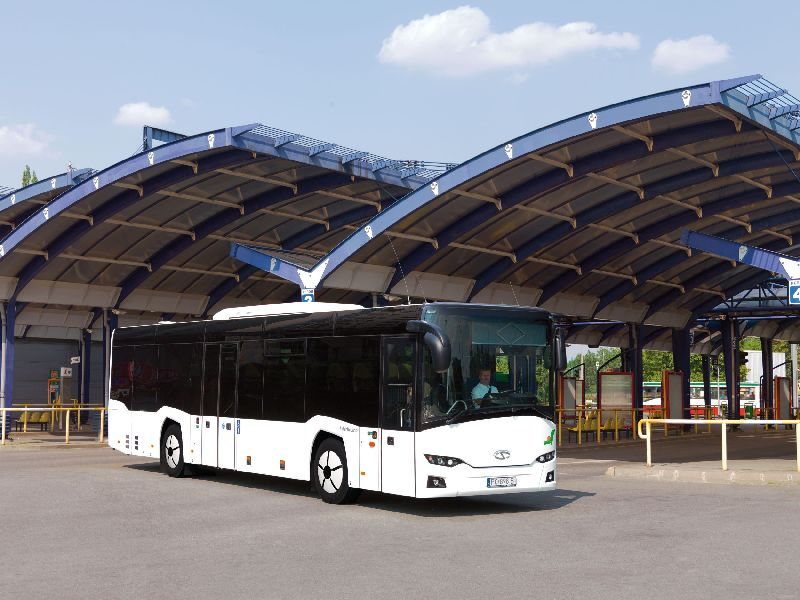
Solaris InerUrbino 12,8 de 2ª generación

### Autocares
En los primeros años de funcionamiento, Neoplan Polska también se encargó del montaje de los autocares Neoplan Transliner y Neoplan Skyliner. La producción en serie del autocar de turismo de diseño propio de la empresa, Solaris Vacanza 12, comenzó un año después de la inauguración oficial en agosto de 2001. El diseño de estos autocares fue elaborado por la empresa IFS Designatelier con sede en Berlín. Un rasgo característico de estos vehículos es la línea de carrocería en forma de cuña. Se utilizaron motores fabricados por DAF para la línea de transmisión. En 2004, la empresa lanzó la producción del modelo, más largo, Solaris Vacanza 13. En 2003, el Solaris Vacanza ocupó el segundo lugar (ex aequo con el Volvo 9700) en el concurso Coach of the Year 2004, justo detrás de las marcas MAN Lion's Star y Scania-Irizar PB, que se llevaron el primer lugar ex aequo. Debido a las ventas limitadas, Solaris decidió eliminarlos de su oferta en 2011.
En 2002, Solaris montó su primer vehículo de propósito especial: una estación móvil de donación de sangre basada en el autocar Vacanza. Los móviles de sangre Solaris se han utilizado en muchas ciudades polacas, pero también se han vendido a Riga. En 2018, Solaris presentó el primer vehículo especial totalmente eléctrico para donación de sangre, basado en el modelo Urbino 8.9 LE.

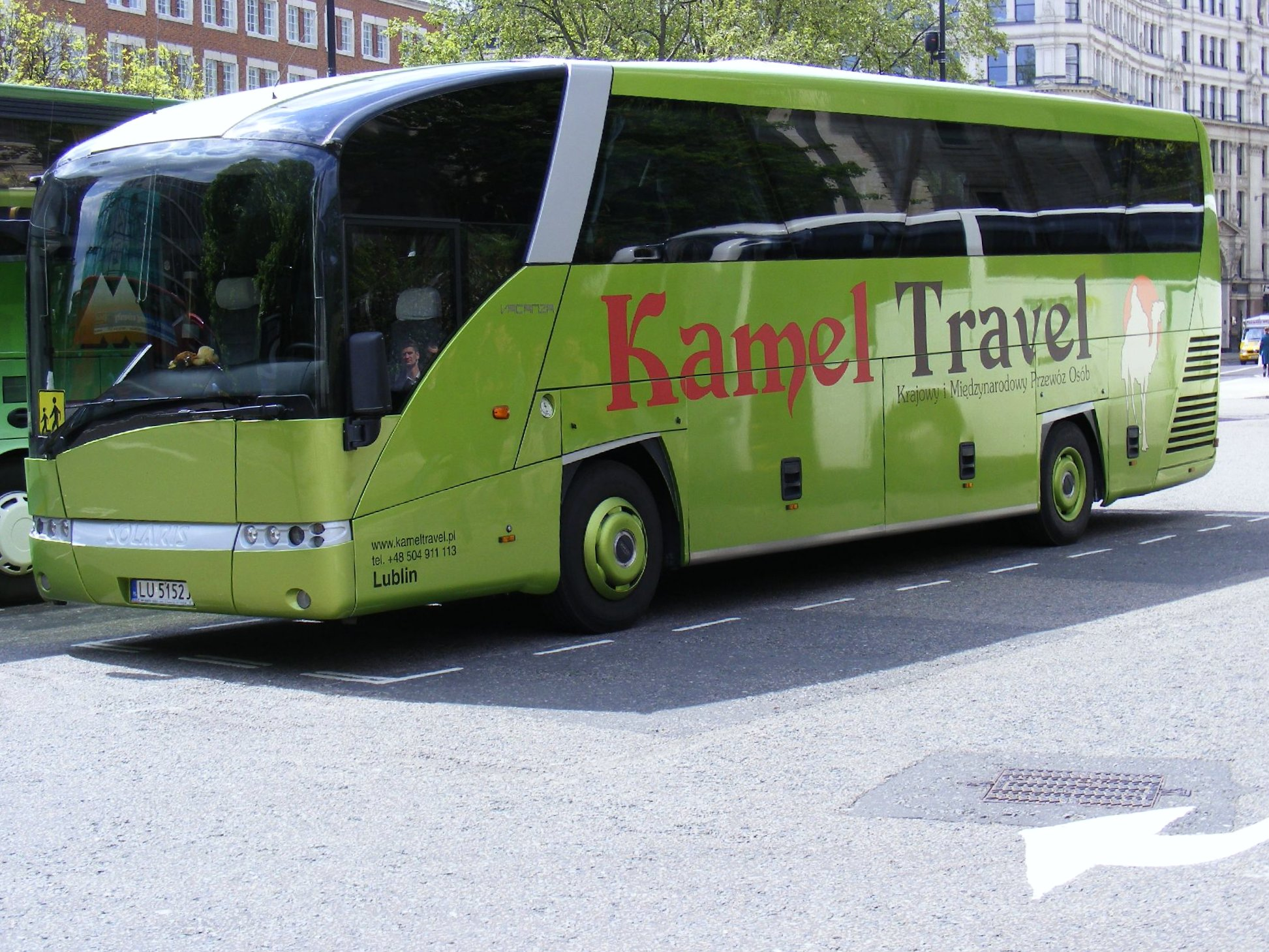
Solaris Vacanza 12
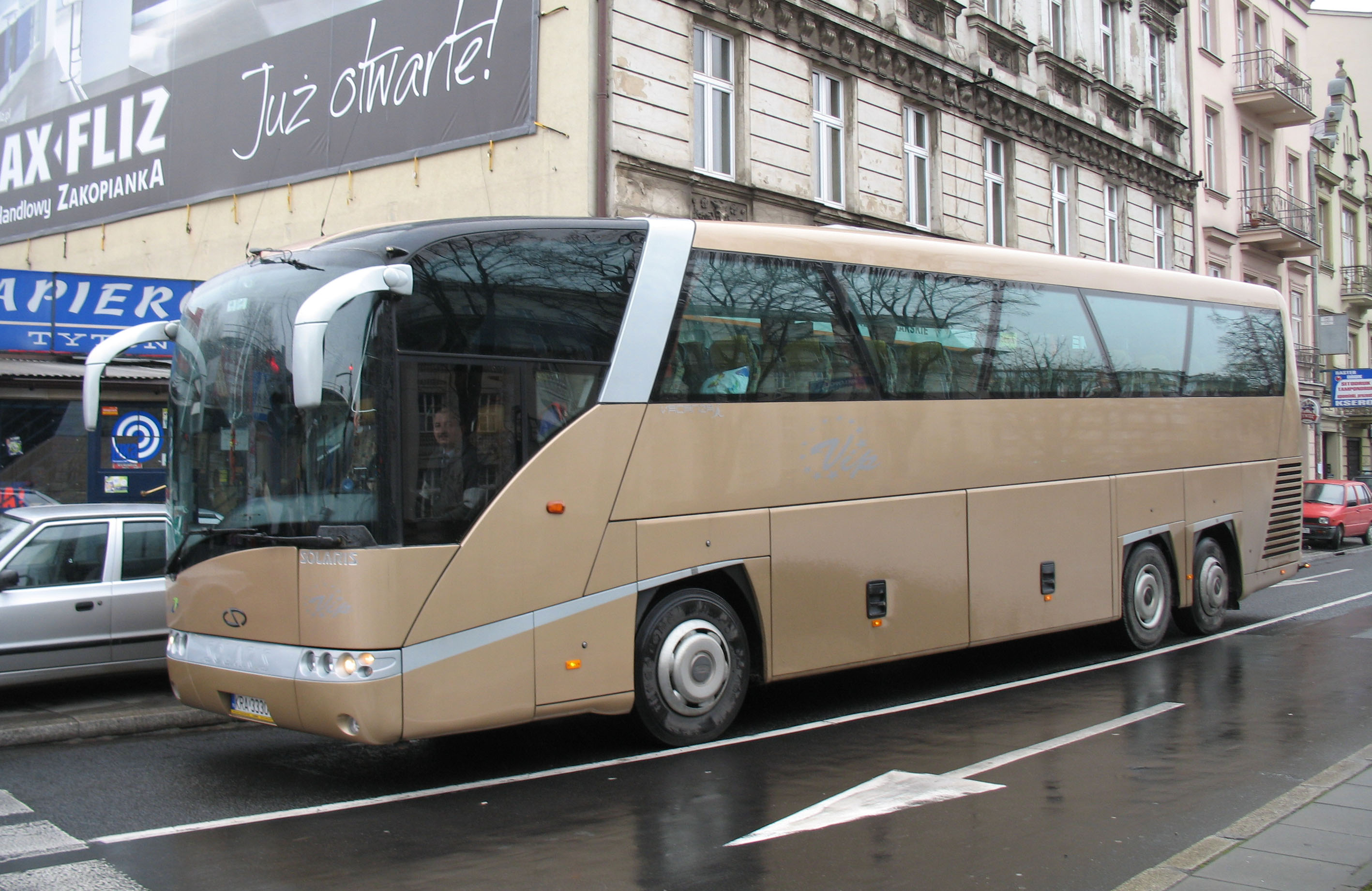
Solaris Vacanza 13
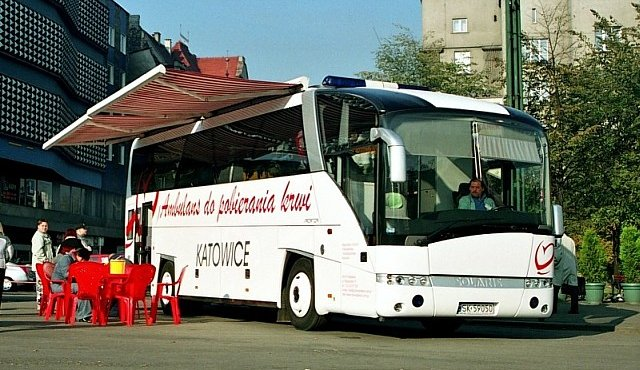
Solaris Vacanza 12 como vehículo de donación de sangre
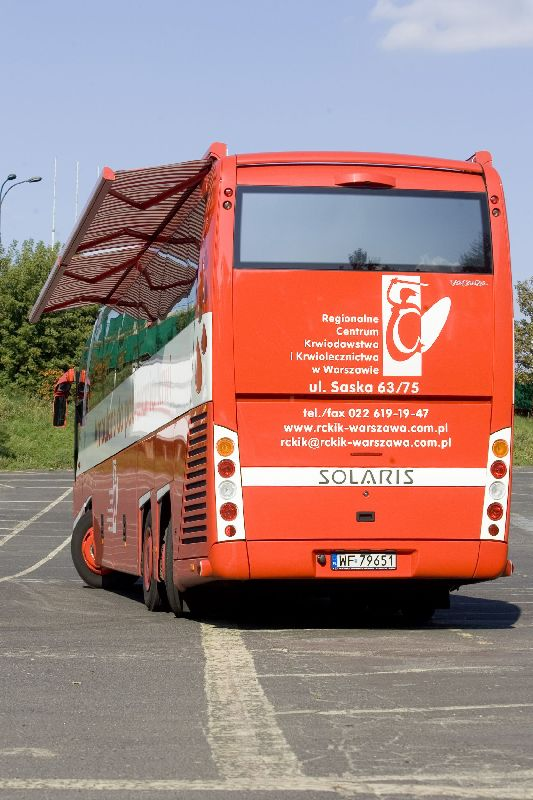
Solaris Vacanza 13 como vehículo de donación de sangre
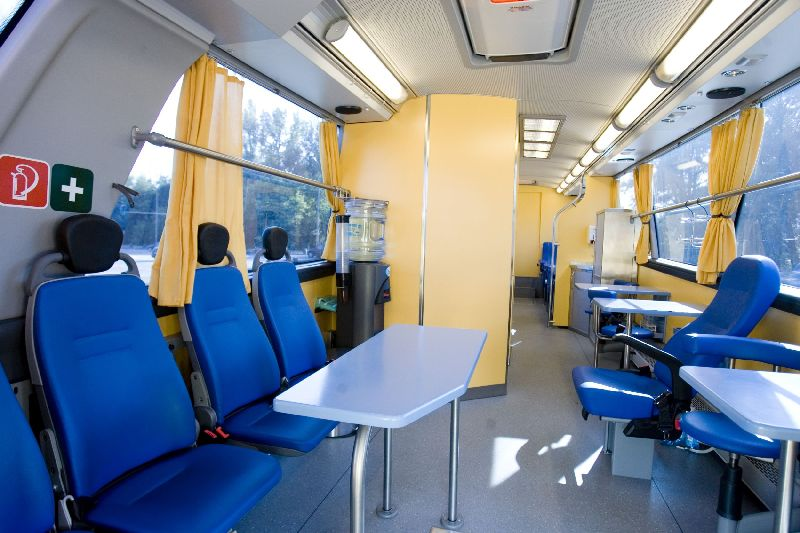
Interior de vehículo de donación de sangre

### Trolebuses
Los trolebuses Solaris Trollino se fabrican desde 2001, basados en autobuses de piso bajo de la serie Solaris Urbino. Las primeras unidades Trollino 12 se crearon en colaboración con PKT Gdynia.En 2002, la empresa lanzó la producción en serie de trolebuses más largos, a saber, versiones de 15 y 18 metros. El Solaris Trollino 15 fue el primer trolebús del mundo de esa longitud. Originalmente, los vehículos se fabricaban con accionamientos fabricados por la empresa húngara Ganz Transelektro y la empresa checa Cegelec. En la primavera de 2007, Solaris y la firma Medcom de Varsovia decidió construir un prototipo del trolebús Solaris Trollino 12 equipado con un accionamiento asíncrono fabricado en Polonia. Fue creado en agosto de 2007 y luego se sometió a pruebas en Lublin. Se fabricaron dos vehículos más para el operador público MPK Lublin. La empresa TLT Tychy también está autorizada para ensamblar y obtener la aprobación de tipo para el modelo Trollino.
Los trolebuses Solaris Trollino están disponibles en varias versiones de longitud: modelos de 12, 15 y 18 metros. En Polonia, el Trollino se puede encontrar en las calles de Gdynia, Tychy y Lublin. También se han entregado para la red de trolebuses que se está reconstruyendo en Roma (la versión a batería que permite circular por el centro de la ciudad desconectada de la línea de tracción) y para las redes existentes en Riga, Vilna, Tallin, Landskrona, Opava y Ostrava. En 2009, el primer trolebús llegó a Portugal. El Solaris Trollino también está disponible en una versión especial con una Carrocería MetroStyle que tiene afinidad con el estilo del tranvía Solaris Tramino. Se han suministrado trolebuses de este tipo a Salzburgo, Esslingen am Neckar y Castellón de la Plana.

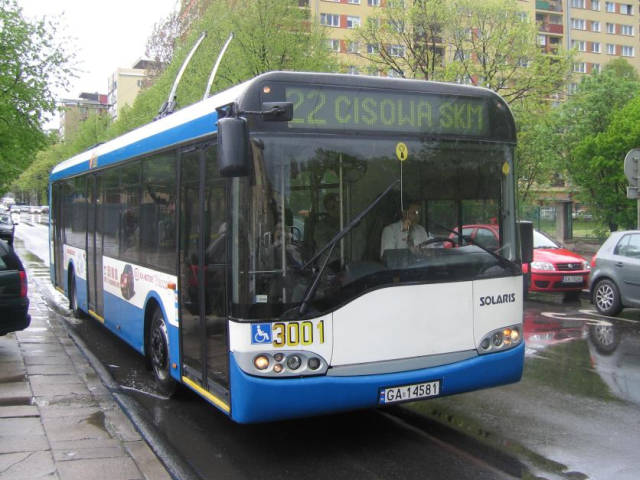
Solaris Trollino 12 de 1ª generación
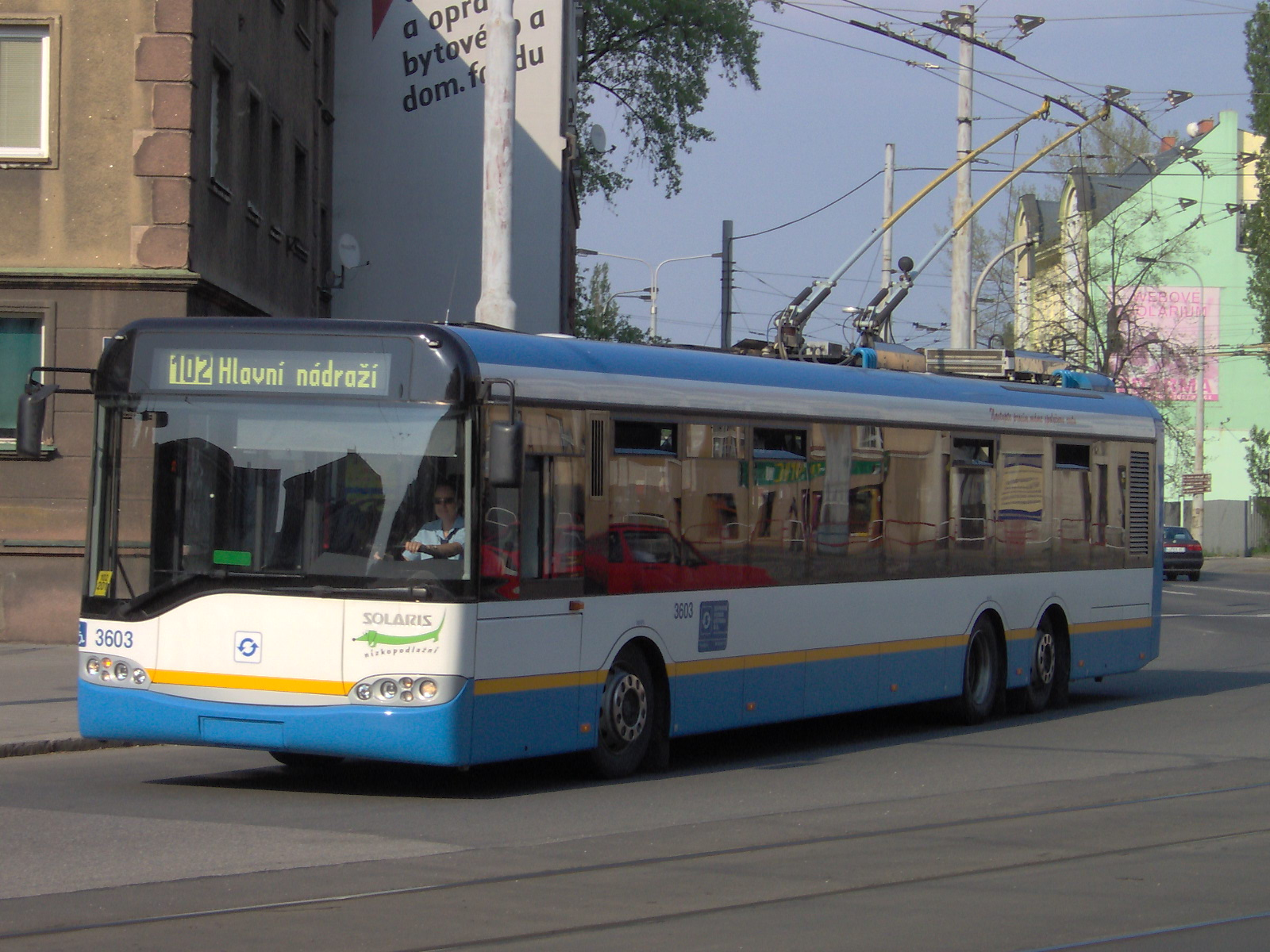
Solaris Trollino 15 de 2ª generación
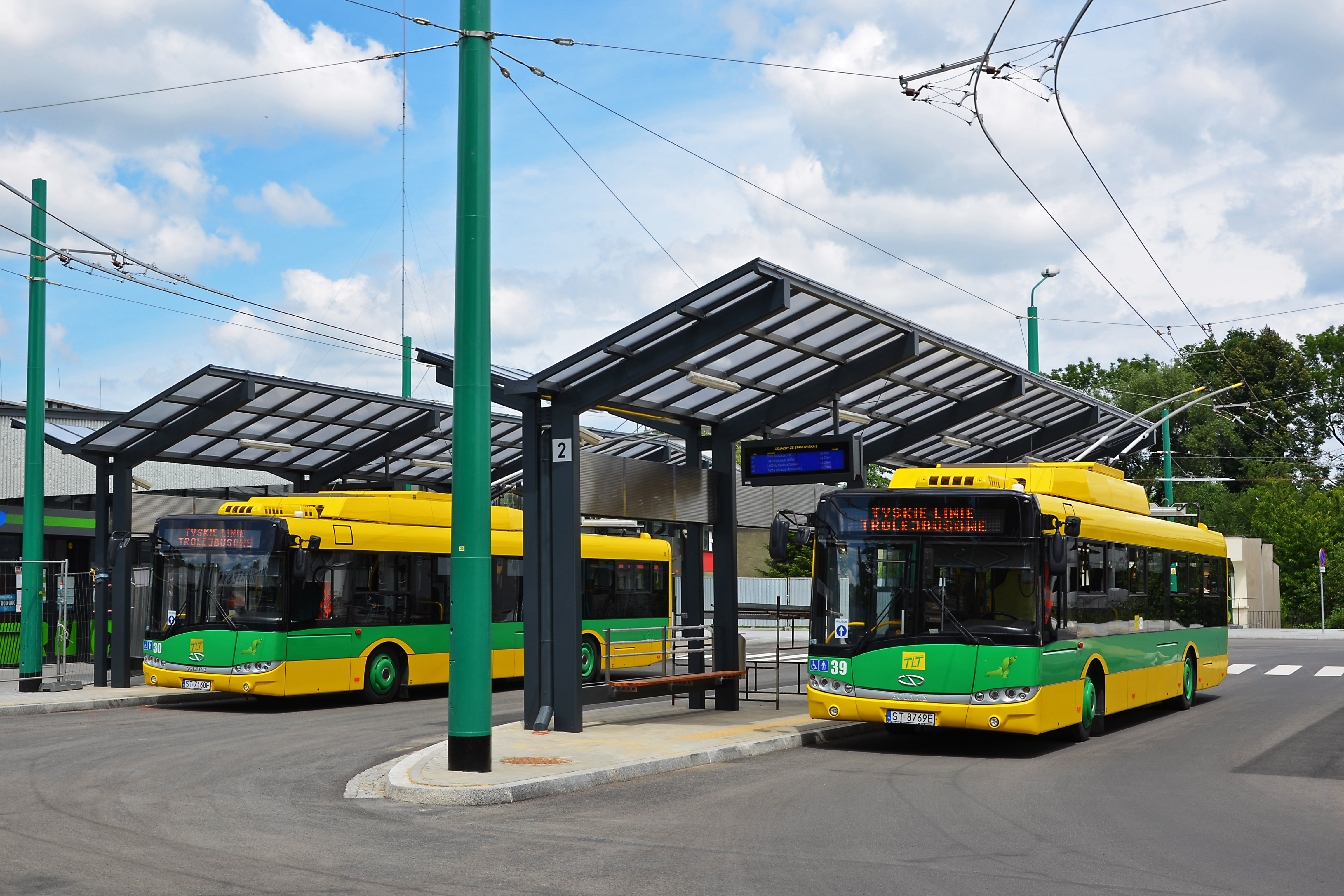
Solaris Trollino 12 de 3ª generación
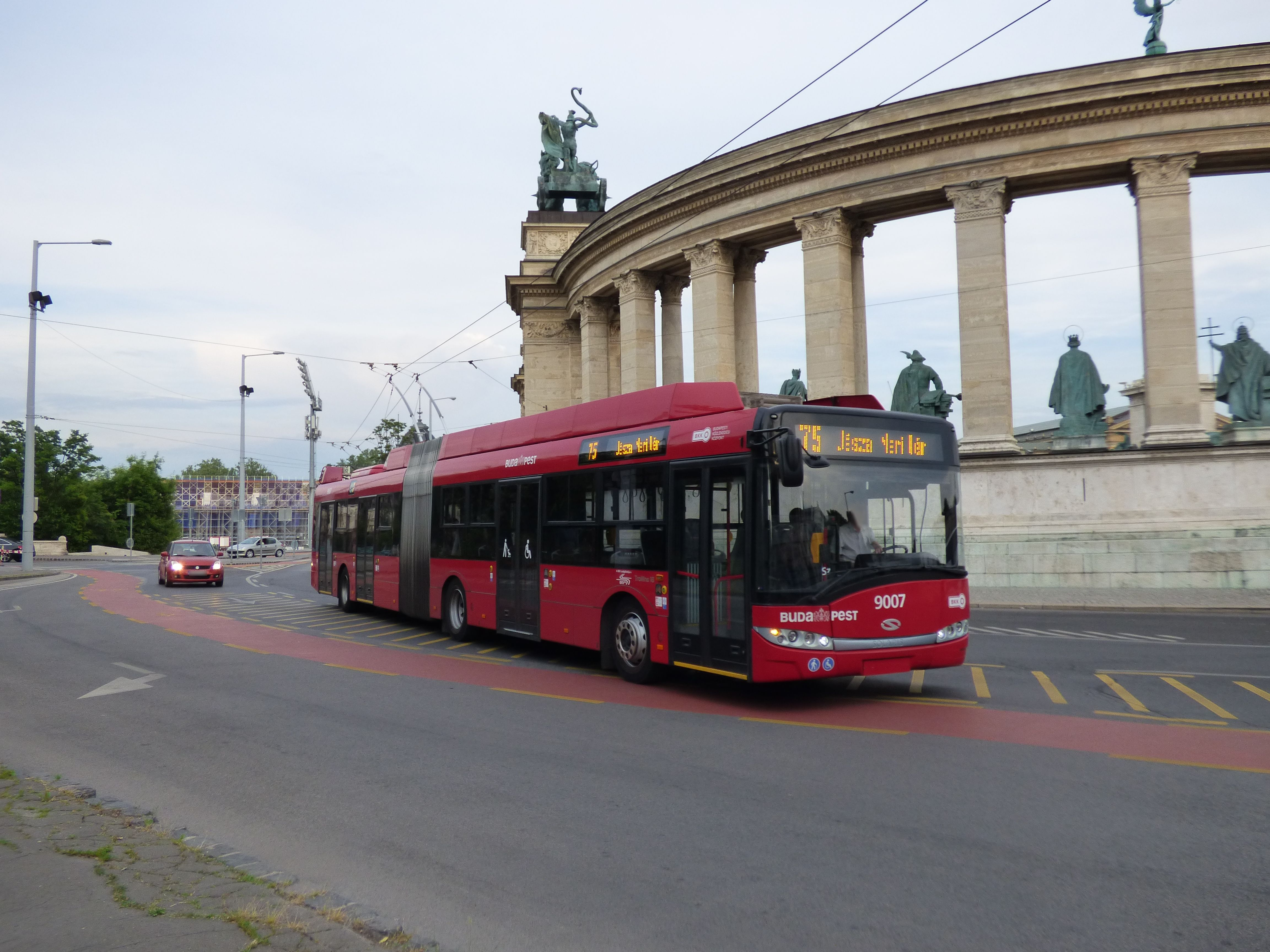
Solaris Trollino 18 de 3ª generación
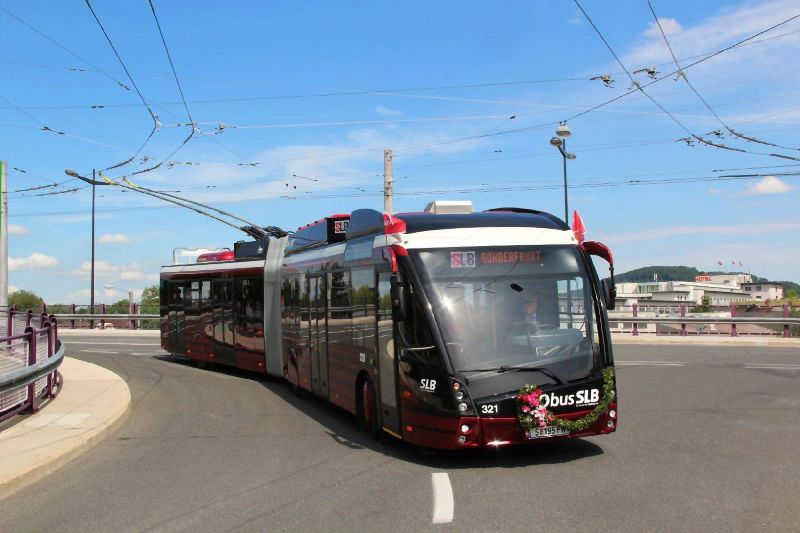
Solaris Trollino 18 MetroStyle
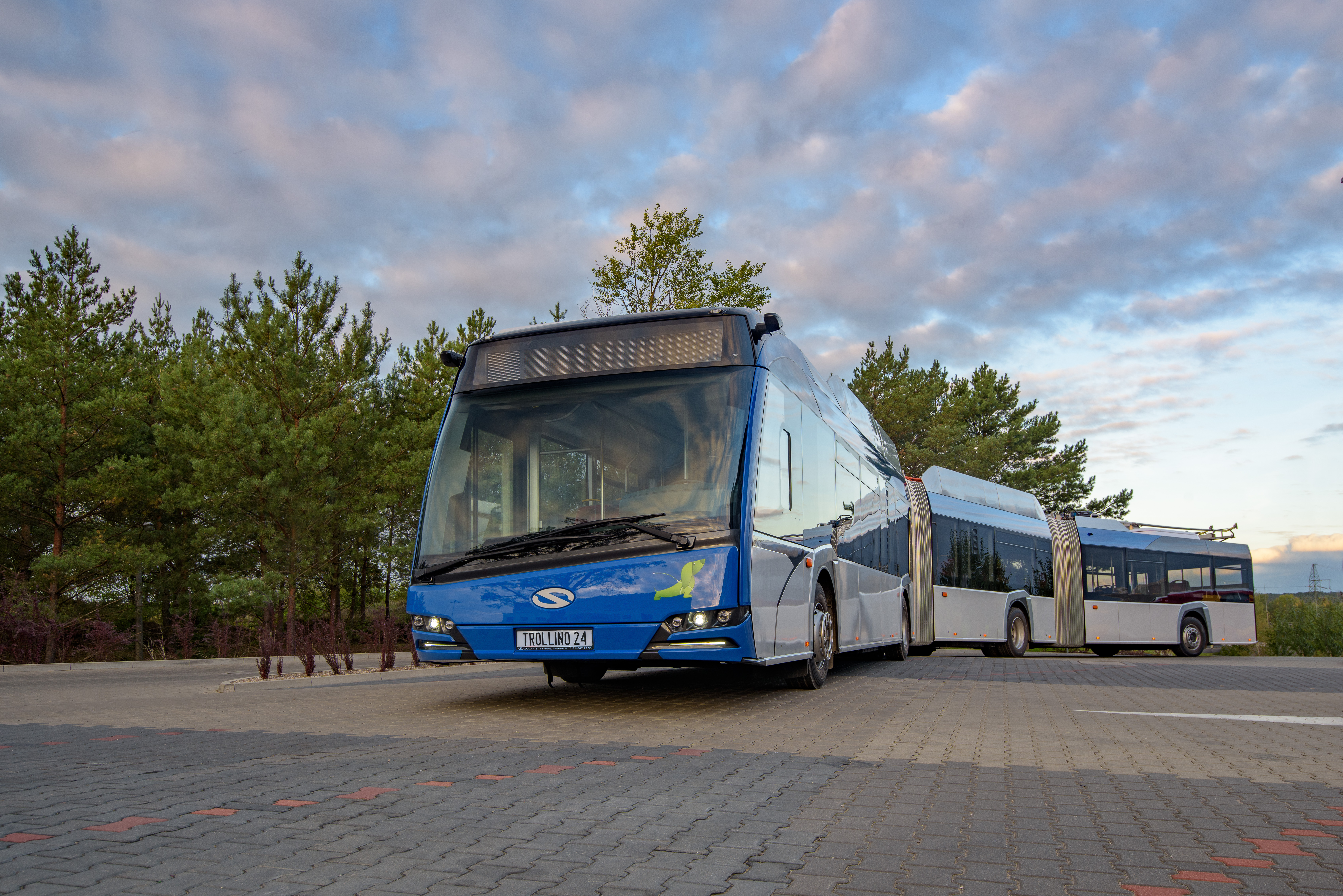
Solaris Trollino 24 MetroStyle

### Tranvías
En marzo de 2006, Solaris Bus & Coach firmó un contrato con Bombardier Transportation y la empresa alemana Vossloh Kiepe para el montaje de tranvías en Polonia. En 2006 estas empresas ganaron un concurso para el suministro de veinticuatro tranvías del tipo Bombardier NGT6/2 para Cracovia y tres para Gdansk. Según el acuerdo de cooperación, Bombardier Transportation suministró las carrocerías y los vagones, Vossloh Kiepe proporcionó los accesorios eléctricos y Solaris se encargó de la entrega de los componentes restantes y el montaje de los vehículos, en colaboración con MPK Kraków. El montaje de los tranvías para Cracovia se llevó a cabo en la estación de tranvías Zajezdnia Podgórze. En 2007 se entregaron tres vehículos pedidos a Gdańsk y ocho vehículos para MPK Kraków.
A mediados de 2009, Solaris presentó el prototipo de su propio tranvía, denominado Solaris Tramino. Su debut tuvo lugar el 14 de octubre de 2009 durante la feria comercial Trako en Gdańsk. Solaris obtuvo su primera comisión por tranvías de su propio diseño cuando ganó una licitación para el suministro de cuarenta y cinco tranvías al operador MPK en Poznań. La entrega de los vehículos comenzó en julio de 2011 y finalizó en mayo de 2012.
La segunda licitación de Solaris consistió en un pedido de cinco tranvías articulados de piso totalmente bajo adaptados a un ancho de vía de 1000 mm para Jenaer Nahverkehr, un operador de transporte público de la ciudad alemana de Jena. Los tranvías fueron equipados con dos cabinas de conductor, tres vagones —incluidos cuatro ejes integrados con un motor de 90 kW— y un sistema de aire acondicionado. Los tranvías se entregaron en 2013. Fueron los primeros producidos en Polonia y vendidos a un cliente en Alemania. Como parte de la tercera licitación en 2014, Solaris proporcionó dieciocho tranvías articulados con un ancho de vía de 1100 mm a Brunswick en Alemania. Estos fueron los tranvías más largos hechos por Solaris.
En agosto de 2012, Solaris ganó una licitación para el suministro de quince tranvías de doble extremo para la red de tranvías recién construida en Olsztyn. Este vehículo contaría con muchas soluciones de vanguardia como baterías de tracción que permiten recorren pequeñas distancias sin una conexión a la línea de alimentación. Estos también son los tranvías que menos ruido emiten en Polonia. Los quince vehículos se suministraron en 2015.
A principios de febrero de 2015, Solaris ganó un concurso para el suministro de cuarenta y un tranvías al operador de transporte público Verkehrsbetriebe GmbH con sede en Leipzig en Alemania. Los nuevos tranvías para el comprador sajón recibieron un diseño completamente nuevo de acuerdo con los deseos del cliente. Sin embargo, se mantendrían las referencias a la antigua construcción de Tramino. El vehículo más largo de la familia (37 630 mm) se llamó Tramino XL. El estreno oficial del Tramino para Leipzig tuvo lugar en febrero de 2017, marcando también el inicio de la entrega.
El 20 de septiembre de 2016, en la feria comercial InnoTrans en Berlín, la compañía anunció que había comenzado a cooperar con Stadler Rail, un productor suizo de material rodante. El consorcio ganó una licitación para la entrega de cincuenta tranvías para el operador de transporte público MPK S.A de Cracovia.
El 9 de diciembre de 2016, Solaris anunció el establecimiento de la empresa conjunta Solaris Tram. La compañía comenzó a operar el 1 de enero de 2017, asumiendo Zbigniew Palenica el cargo de C.E.O., y las acciones se dividen entre Solaris y Stadler Rail en 40 % y 60 % respectivamente. En julio de 2017, Solaris Tram obtuvo su primer pedido, para el suministro a Braunschweig de siete tranvías con un diseño similar al de los vehículos del contrato anterior.

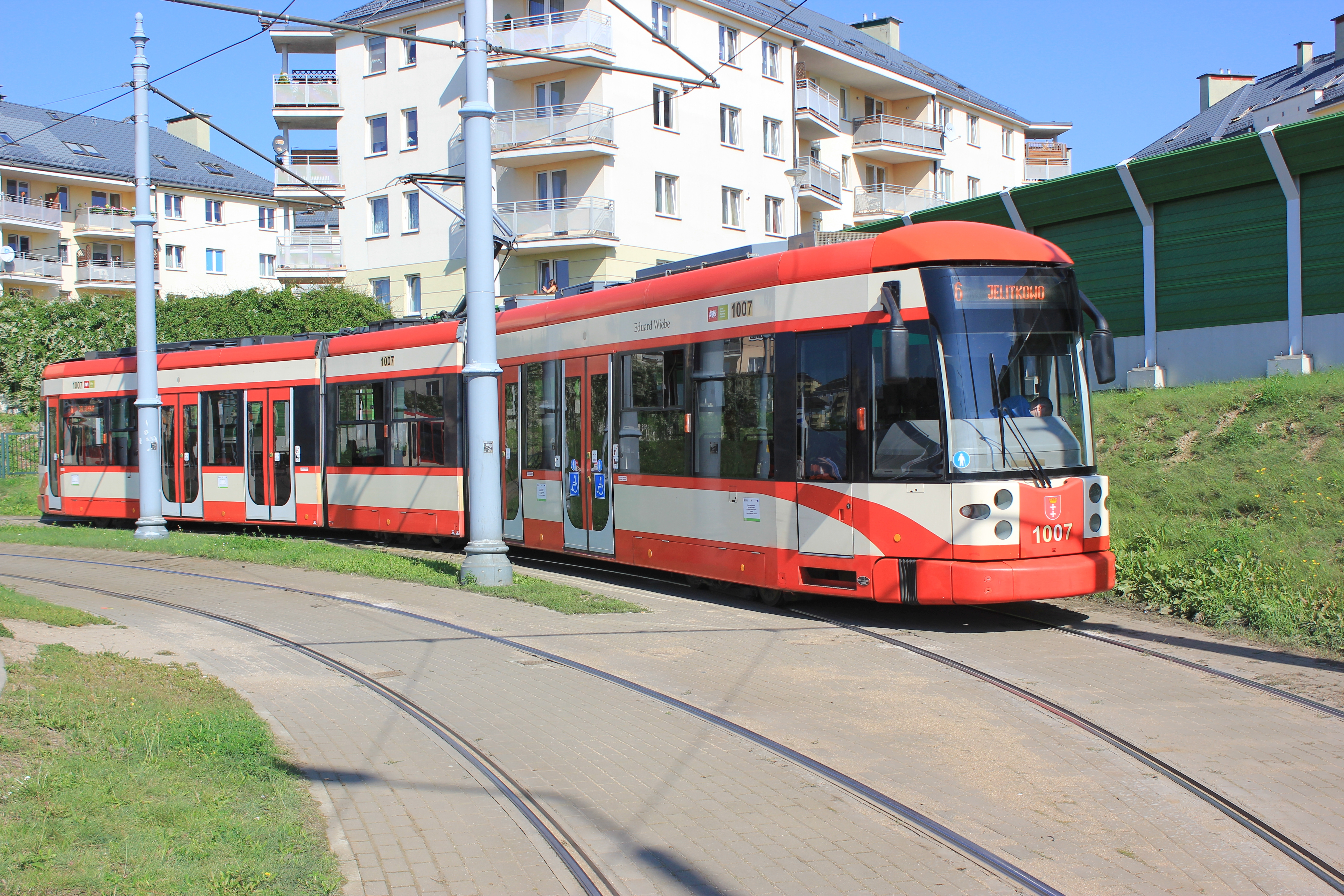
Bombardier NGT6/2 en Gdańsk
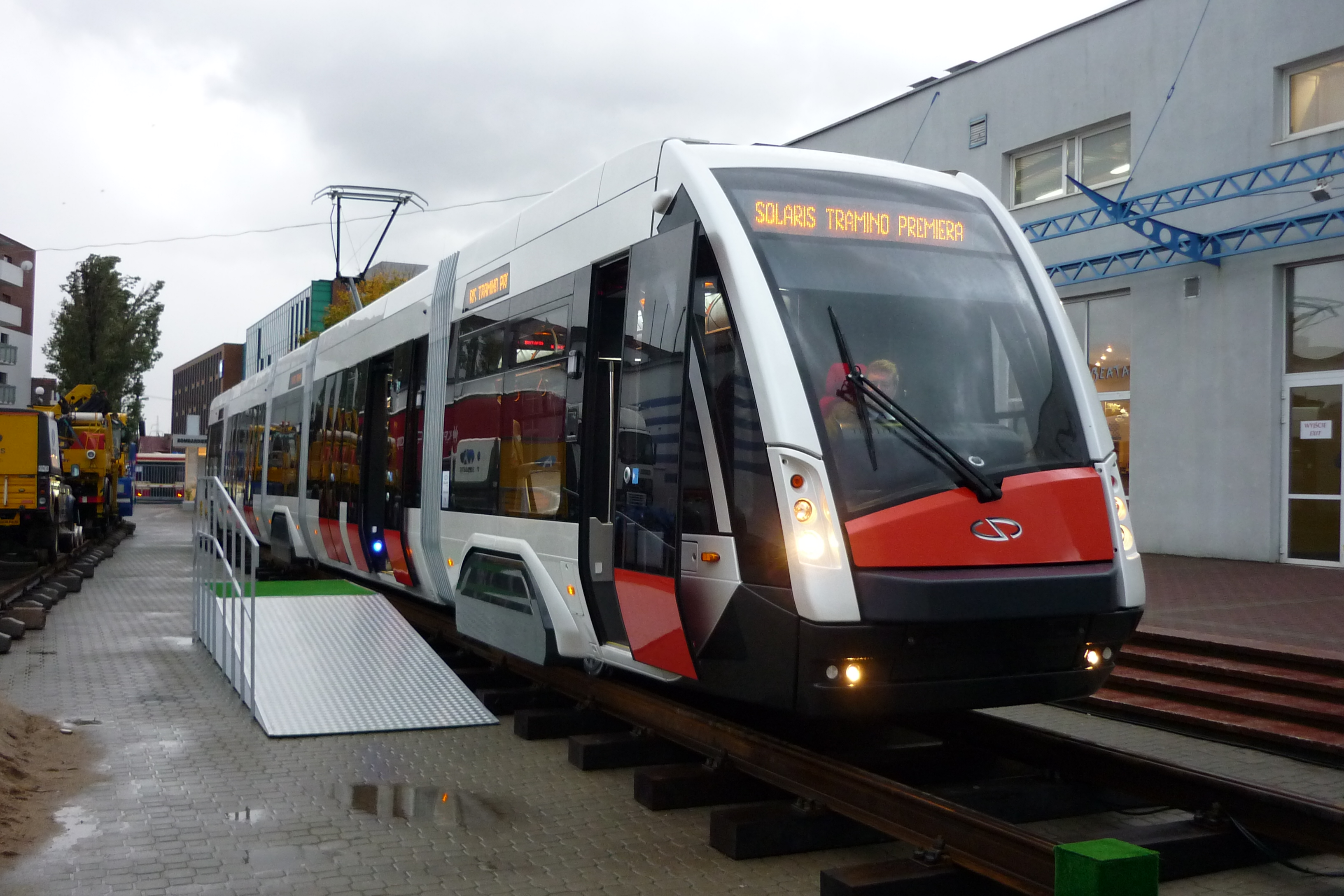
Prototipo de Solaris Tramino
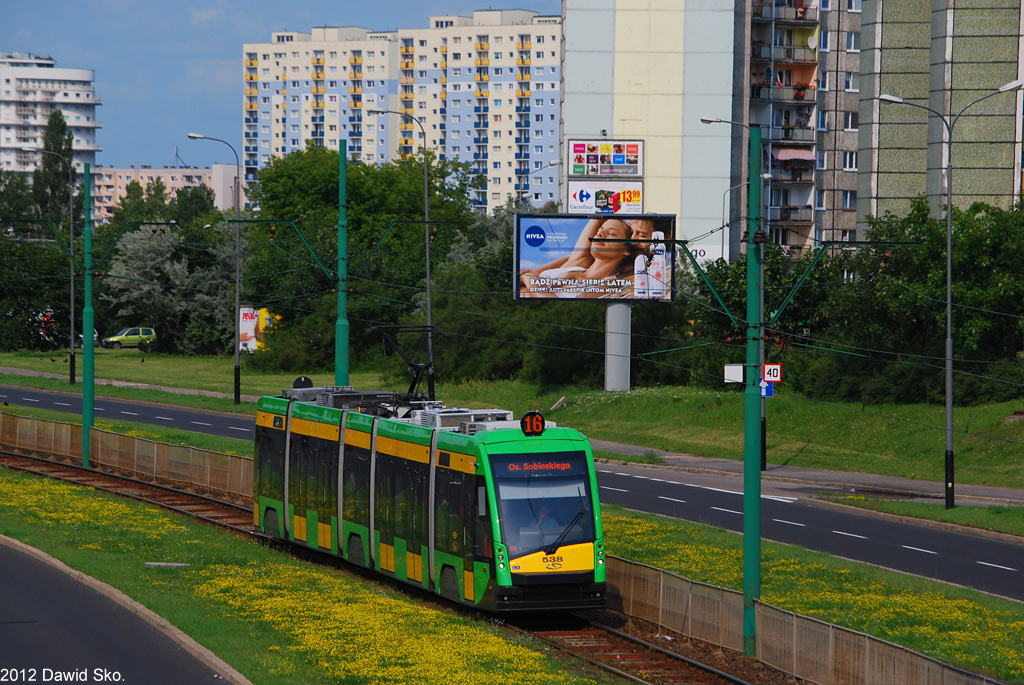
Solaris Tramino Poznań
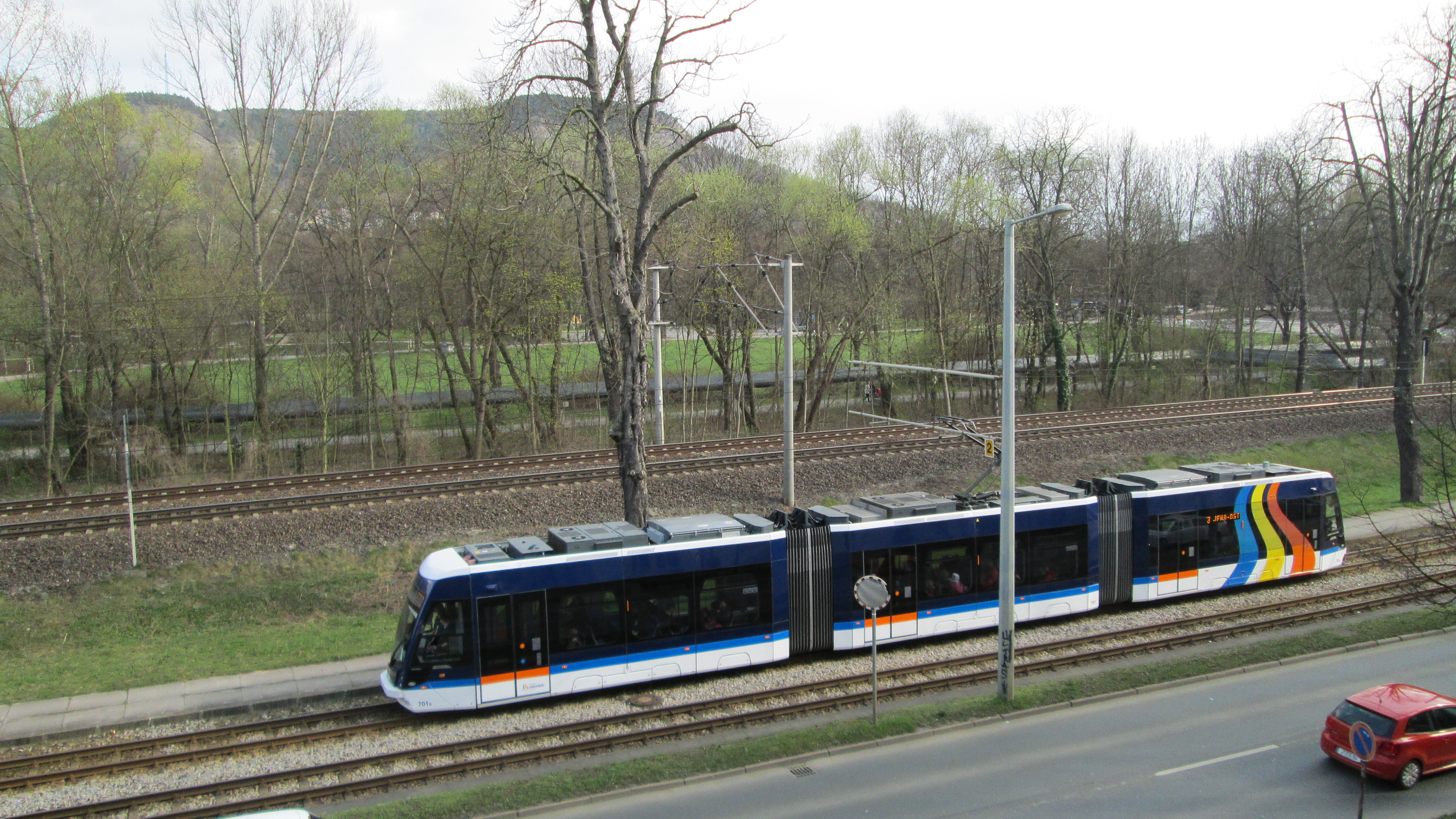
Solaris Tramino Jena
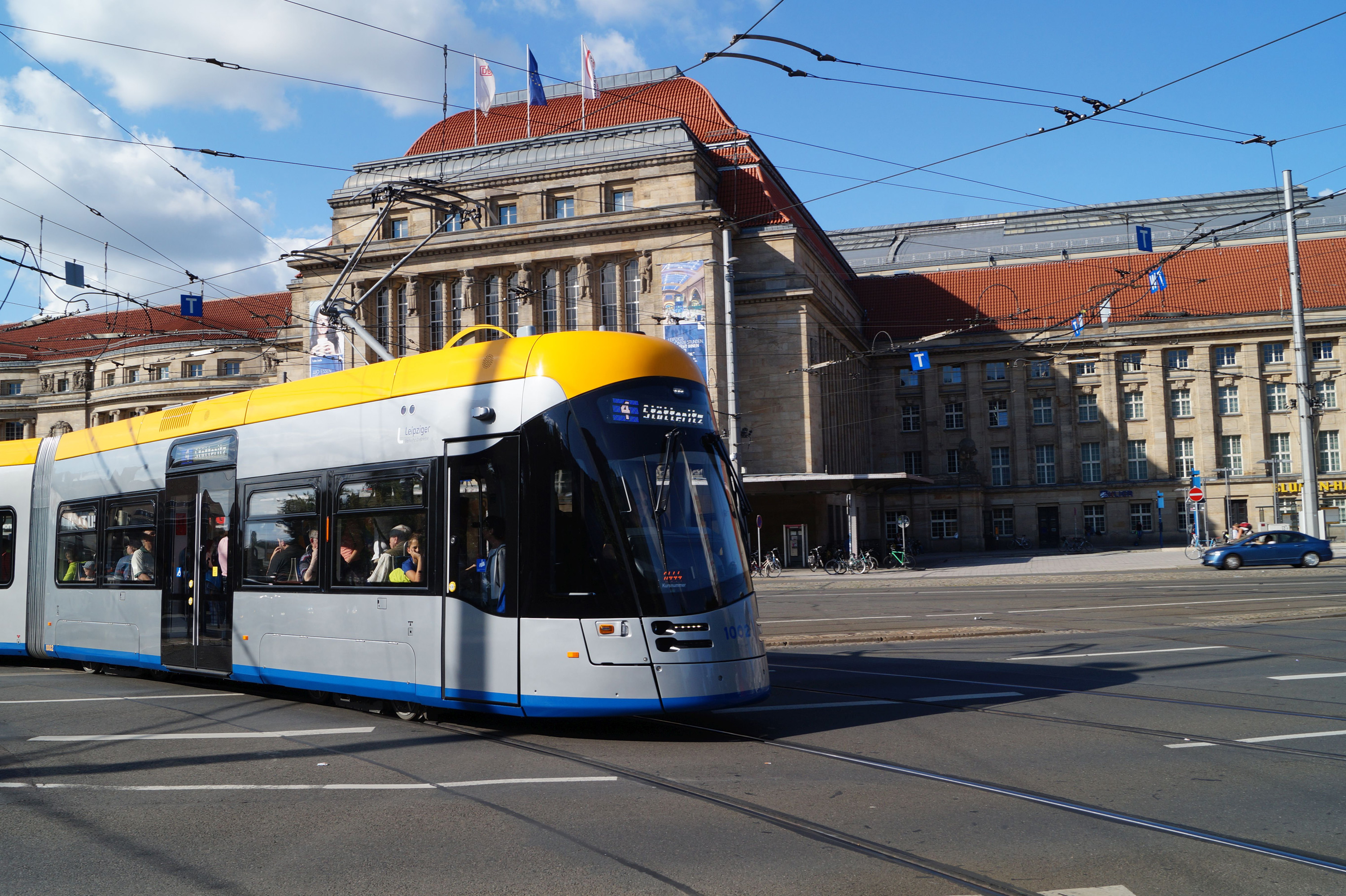
Solaris Tramino XL en Leipzig
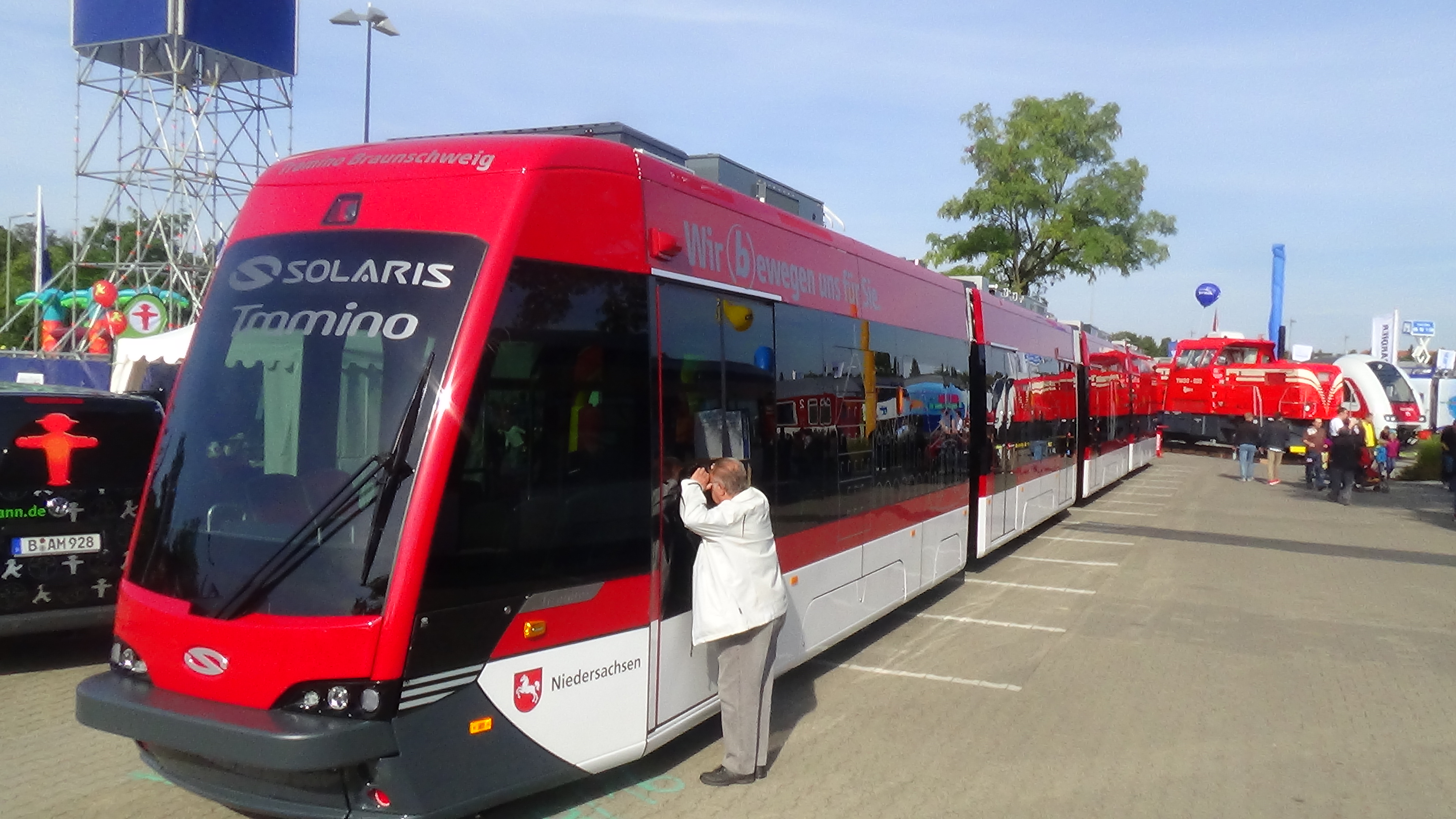
Solaris Tramino Brauschweig

## Compañía

### Administración de la compañía

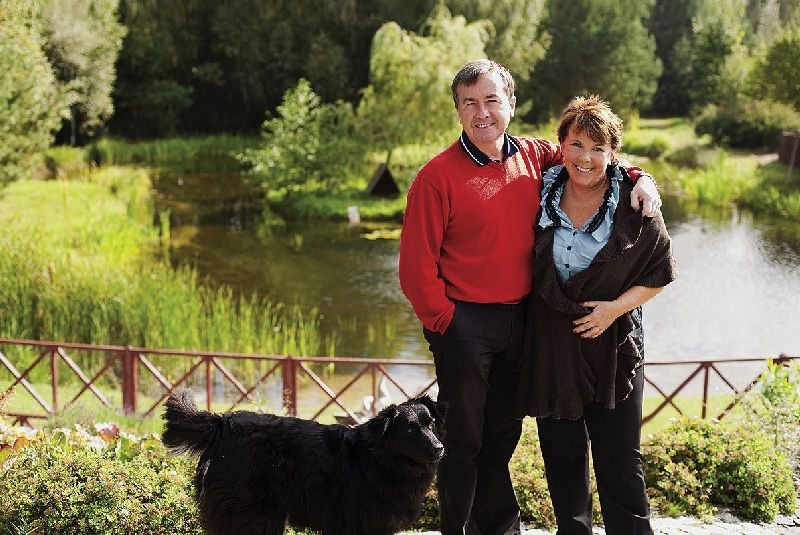
Krzysztof Olszewski Y Solange Olszewska

| Desde | Hasta | Chairwoman del Tablero | Presidente del Tablero Supervisor |
| ----- | ----- | ---------------------- | --------------------------------- |
| 1994  | 2008  | Krzysztof Olszewski    | –                                 |
| 2008  | 2014  | Solange Olszewska      | Krzysztof Olszewski               |
| 2014  | 2015  | Solange Olszewska      | Ryszard Petru                     |
| 2015  | 2016  | Andreas Strecker       | Janusz Reiter                     |
| 2016  | 2018  | Solange Olszewska      | Janusz Reiter                     |
| 2018  |       | Javier Calleja         | Josu Imaz                         |

### Número de empleados
En el primer año de funcionamiento había treinta y seis empleados trabajando en la nave de producción. En los años siguientes, a medida que se inauguraron nuevas naves de producción y se expandió la producción, el número de empleados siguió creciendo. En 2005, Solaris informó una plantilla de 1000. A partir de 2018, Solaris emplea a 2300 personas en Polonia y en agencias extranjeras.

### Logotipo

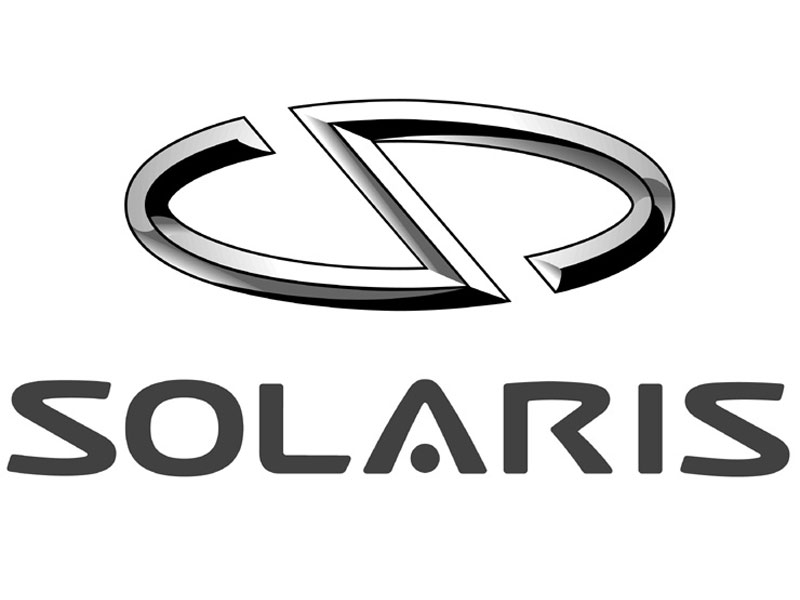
Solaris Logotipo (2005-2012)

Inicialmente, Neoplan Polska usó el símbolo del holding Neoplan. El primer logotipo de Solaris se presentó en 2001, cuando Solaris Bus & Coach Sp. z oo se estableció oficialmente. Presentaba una inscripción estilizada que decía Solaris encerrada en una elipse. Además, para los autobuses, la empresa utilizó un logotipo complejo sobre un fondo negro donde la letra O fue reemplazada por un planeta, mientras que la letra A se puso contra una estrella en el fondo. En 2005 se mostró un nuevo sistema gráfico para Solaris. La empresa introdujo el característico logotipo que se asemeja a la letra S. En 2012 la empresa lanzó una versión revisada del símbolo haciéndolo más atrevido y cambiando el relleno interior de la letra S. Además, el nombre estilizado Solaris, en línea con el diseño de 2001, se coloca debajo del símbolo gráfico.

### Lema publicitario
En 2005, Solaris presentó su primer eslogan publicitario: «Poder del entusiasmo» (inicialmente en inglés Power of Enthusiasm). Estuvo en uso hasta 2017, cuando la empresa lo reemplazó con el lema «Wspólny kierunek» (dirección común en polaco ).

### Perro salchicha verde

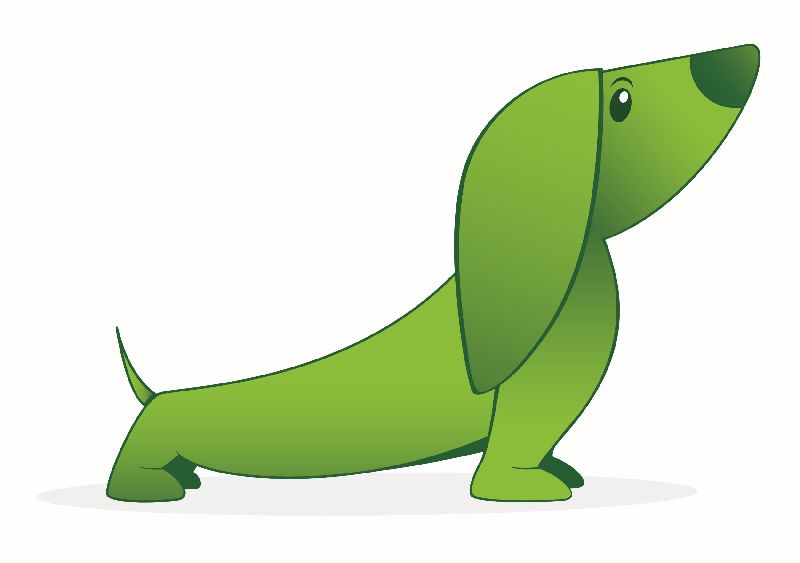
Verde perro salchicha en vehículos con motor diésel.

El perro salchicha verde es la mascota de la empresa Solaris. Solía estar unido a los autobuses de Neoplan Polska, distinguiéndolos de los vehículos producidos en otras fábricas de Neoplan. Fue creado por la entonces vicepresidenta de la empresa, Solange Olszewska. El perro salchicha se parece a un autobús de piso bajo en su forma, pero también simboliza la lealtad hacia los clientes y los bajos costos operativos. El color verde es un símbolo de preocupación por el medio ambiente natural. Su imagen está pegada al exterior del autobús, generalmente en la parte delantera en el lado izquierdo del vehículo (cuando se mira en la dirección del viaje). Una versión en peluche del símbolo a menudo se entrega a los clientes durante el lanzamiento oficial de los autobuses. En el caso de la primera y segunda generación y para algunos vehículos de tercera generación, el logotipo incluía la palabra "piso bajo" escrita en el idioma del país en cuestión (por ejemplo, "Niederflur" para Alemania o "niskopodłogowy" para Polonia). En el caso de los autobuses de entrada baja, la inscripción se cambió en consecuencia a la voz inglesa "low entry". Los autobuses estándar de la familia Urbino (con motores diésel o a gas natural) cuentan con un logotipo de perro salchicha en la forma básica, mientras que otros tipos de conducción o construcción tienen su característica distintiva representada en la imagen del perro salchicha, como se muestra en la siguiente tabla:
| Modelo de vehículo y versión | Las diferencias operativas reflejaron en el símbolo de vehículo |
| ---------------------------- | --- |
| Solaris Urbino Eléctrico     | El símbolo gráfico incluye un cable y un enchufe que reemplaza la cola, que simboliza el accionamiento eléctrico |
| Urbino Híbrido               | El símbolo gráfico contiene dos corazones que representan el sistema de doble propulsión del vehículo |
| Urbino Entrada baja          | El perro salchicha se para con la pata delantera levantada. En la versión anterior, las patas delanteras del perro salchicha se ven acostadas, mientras que la pata trasera se ve de pie, lo que hace que la barriga se eleve en la parte trasera, al igual que el piso se levanta en la parte trasera del vehículo. |
| Urbino en Cracovia           | El perro salchicha lleva en la cabeza una gorra rogatywka. Aparece solo en algunos de los autobuses entregados a la ciudad. |
| Trollino                     | El perro salchicha tiene atada al cuerpo una correa que se asemeja a las astas que se unen a la catenaria. |
| Tramino                      | El símbolo gráfico incluye una correa y patines en línea amarillos. |
| InterUrbino                  | El símbolo gráfico lleva una mochila. |

## Productos
| Tipo                                 | Inicio de producción |
| Autobuses urbanos                    | Autobuses urbanos    |
| ------------------------------------ | -------------------- |
| Solaris Urbino 10,5                  | 2017                 |
| Solaris Urbino 12                    | 1999                 |
| Solaris Urbino 12 CNG                | 2005                 |
| Solaris Urbino 12 hybrid             | 2010                 |
| Solaris Urbino 12 eléctrico          | 2013                 |
| Solaris Urbino 18                    | 1999                 |
| Solaris Urbino 18 CNG                | 2006                 |
| Solaris Urbino 18 híbrido            | 2006                 |
| Solaris Urbino 18 híbrido enchufable | 2020                 |
| Solaris Urbino 18 eléctrico          | 2014                 |
| Solaris Urbino 18 hidrógeno          | 2022                 |
| Local e intercity                    |                      |
| Solaris Urbino 9 LE eléctrico        | 2021                 |
| Solaris Urbino 12 LE                 | 2004                 |
| Solaris Urbino 12 LE lite híbrido    | 2018                 |
| Solaris Urbino 12 LE CNG             | 2007                 |
| Solaris InterUrbino 12               | 2009                 |
| Solaris InterUrbino 12,8             | 2012                 |
| Trolleybuses                         |                      |
| Solaris Trollino 12                  | 2001                 |
| Solaris Trollino 18                  | 2002                 |
| Škoda 26Tr Solaris                   | 2009                 |
| Škoda 28Tr Solaris                   | 2009                 |
| Tranvías                             |                      |
| Solaris Tramino                      | 2009                 |

| Tipo                            | Inicio de producción | Fin de producción   |
| Autobuses de ciudad             | Autobuses de ciudad  | Autobuses de ciudad |
| ------------------------------- | -------------------- | ------------------- |
| Solaris Alpino 8,6              | 2007                 | 2018                |
| Solaris Urbino 8,9 LE eléctrico | 2011                 | 2021                |
| Solaris Urbino 9                | 2000                 | 2002                |
| Solaris Urbino 10               | 2002                 | 2018                |
| Solaris Urbino 12,9             | 2013                 | 2018                |
| Solaris Urbino 12,9 híbrido     | 2013                 | 2018                |
| Solaris Urbino 15               | 1999                 | 2018                |
| Solaris Urbino 15 CNG           | 2004                 | 2018                |
| Solaris Urbino 15 LE            | 2008                 | 2018                |
| Solaris Urbino 15 LE CNG        | 2008                 | 2018                |
| Local e intercity               |                      |                     |
| Solaris Valletta                | 2002                 | 2007                |
| Autocares                       |                      |                     |
| Solaris Vacanza 12              | 2002                 | 2014                |
| Solaris Vacanza 13              | 2003                 | 2014                |
| Trolebuses                      |                      |                     |
| Solaris Trollino 15             | 2003                 | 2018                |
| Škoda 27Tr Solaris              | 2009                 | 2018                |
| Tranvías                        |                      |                     |
| Bombardier NGT6/2               | 2007                 | 2008                |

| Tipo                               | Años de producción   |
| Vehículos especiales               | Vehículos especiales |
| ---------------------------------- | -------------------- |
| Vehículos de donación de la sangre | Desde 2002           |
| Autobuses de aeropuerto            | Desde 2004           |
| Cinebus                            | 2016                 |
| Prototipos                         |                      |
| Solaris Urbino 18 LE CNG           | 2011                 |
| Solaris Urbino 10,9 LE             | 2013, 2015           |
| Solaris Autobús de concepto        | 2015                 |

## Producción y ventas
| Año  | Autobuses, autocares y trolebuses | Autobuses, autocares y trolebuses | Autobuses, autocares y trolebuses | Tranvías        | Tranvías          |
| Año  | Ventas                            | Exportación                       | Exportación (%)                   | Solaris Tramino | Bombardier NGT6/2 |
| ---- | --------------------------------- | --------------------------------- | --------------------------------- | --------------- | ----------------- |
| 1996 | 56                                | –                                 | –                                 |                 |                   |
| 1997 | 163                               | –                                 | –                                 |                 |                   |
| 1998 | 160                               | –                                 | –                                 |                 |                   |
| 1999 | 106                               | –                                 | –                                 |                 |                   |
| 2000 | 178                               | 7                                 | 3%                                |                 |                   |
| 2001 | 249                               | 54                                | 21%                               |                 |                   |
| 2002 | 230                               | 124                               | 54%                               |                 |                   |
| 2003 | 264                               | 169                               | 64%                               |                 |                   |
| 2004 | 478                               | 366                               | 77%                               |                 |                   |
| 2005 | 598                               | 487                               | 81%                               |                 |                   |
| 2006 | 567                               | 367                               | 65%                               |                 |                   |
| 2007 | 681                               | 400                               | 59%                               |                 | 11                |
| 2008 | 1039                              | 557                               | 54%                               |                 | 16                |
| 2009 | 1115                              | 852                               | 76%                               | 1               |                   |
| 2010 | 1120                              | 713                               | 64%                               |                 |                   |
| 2011 | 1207                              | 687                               | 57%                               | 23              |                   |
| 2012 | 1006                              | 743                               | 74%                               | 22              |                   |
| 2013 | 1302                              | 1010                              | 77%                               | 5               |                   |
| 2014 | 1380                              | 1100                              | 80%                               | 3               |                   |
| 2015 | 1279                              | 946                               | 74%                               | 15              |                   |
| 2016 | 1300                              | 829                               | 64%                               | 13              |                   |
| 2017 | 1397                              | 952                               | 68%                               | 7               |                   |
| 2018 | 1226                              | 824                               | 67%                               |                 |                   |
| 2019 | 1487                              | 1053                              | 71%                               |                 |                   |
| Σ    | 18 588                            | 12 240                            | 66%                               | 89              | 27                |

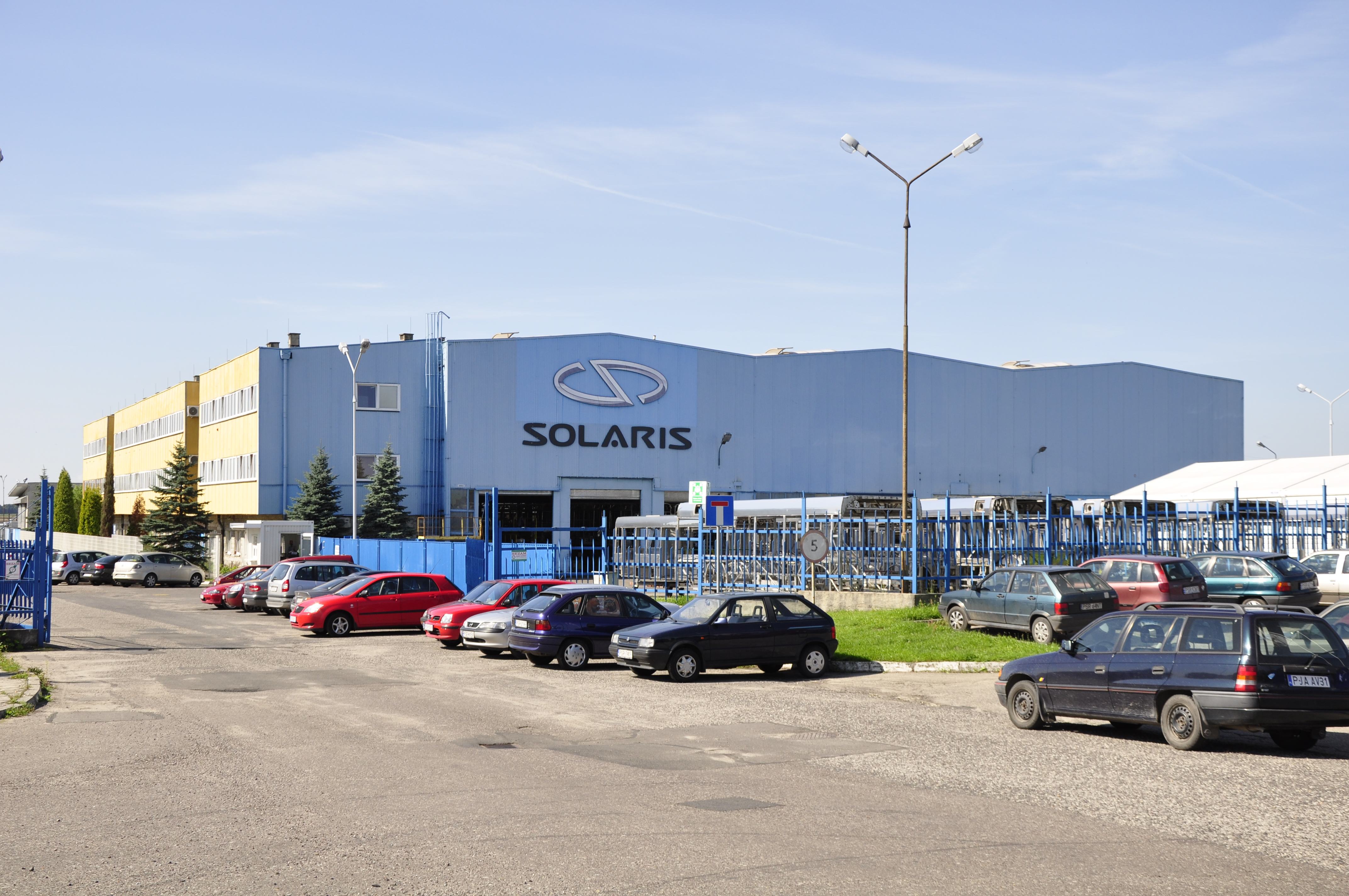
Solaris Fábrica en Środa Wielkopolska.

Los autobuses Solaris han encontrado compradores en más de setecientas ciudades de treinta y dos países de Europa, África y Asia (a fecha de 01.07.2018). Los autobuses Solaris más lejanos que se han aventurado desde Bolechowo hasta ahora es a la isla Reunión en el Océano Índico. Solaris ha sido líder de ventas en Polonia de nuevos autobuses urbanos con un DMC de más de 8t desde 2003 sin interrupción. El mayor número de autobuses, trolebuses y tranvías vendidos por Solaris fue en Polonia (5528), Alemania (2960), República Checa (860), Italia (829), Suecia (616), Francia (523) y Noruega (478).

### Instalaciones de producción
La producción de vehículos Solaris se gestiona en cuatro instalaciones situadas en las cercanías de Poznan y en la propia ciudad. La sede se encuentra en Bolechowo-Osiedle. Allí es también donde tiene lugar la etapa final de fabricación. Además, Solaris tiene dos plantas en Środa Wielkopolska y una en Poznan ciudad. Según planes de la compañía, en el marco de la alianza con Stadler Rail a partir de 2019 se realizará el montaje final de los tranvías Solaris Tramino en las plantas de Stadler Polska ubicadas en Siedlce. En 2017, Solaris abrió otra planta, el Centro logístico de Solaris, ubicado en Jasin, cerca de Poznan. El nuevo centro de distribución y almacén de repuestos tenía como objetivo agilizar el proceso de gestión de pedidos y elevar el nivel de atención al cliente postventa.

#### Bolechowo-Osiedle
La fábrica de Bolechowo-Osiedle es la mayor planta de producción de Solaris. Ahí es donde tiene lugar la etapa final de la producción de autobuses. Inaugurada en 1996, es la fábrica más antigua de Solaris, creada para la ejecución de un pedido de autobuses para MPK Poznań. En 2014, la compañía comenzó a expandir la fábrica, agregando espacio adicional de producción y oficinas. La siguiente extensión de esa instalación comenzó en 2018. La producción anual asciende a 1300–1400 vehículos, lo que significa que cada día de cinco a ocho autobuses nuevos salen de la línea de ensamblaje. El tiempo medio de producción de un autobús urbano es de unos veinte días hábiles. Las oficinas están ubicadas junto a la sala de producción, que constituye la sede de Solaris Bus & Coach.

#### Środa Wielkopolska
La instalación de Środa Wielkopolska se especializa en la producción de carrocerías de acero para autobuses y material rodante. Solaris compró la fábrica en 1998 tras la quiebra del antiguo propietario, TRAMAD. La instalación de Środa Wielkopolska emplea a unas 360 personas. Cada día se completan alrededor de ocho estructuras de carrocería. En 2018 la empresa inició la ampliación simultánea de la planta de estructuras de acero en Środa Wielkopolska y la planta en Bolechowo.
La segunda nave de producción en Środa Wielkopolska se inauguró en 2009 para atender las necesidades de pedidos de tranvías Solaris Tramino para el operador de transporte público MPK Poznań. Esta instalación en particular se dedica únicamente a la producción de tranvías Tramino.

#### Poznan
La fábrica de Poznan en la calle Wieruszewska es una instalación centrada en la producción de material rodante, donde tiene lugar el montaje final de los tranvías Solaris Tramino. Al igual que la planta de Środa Wielkopolska, esta instalación se construyó para gestionar los pedidos realizados por MPK Poznań. Los primeros prototipos de tranvías se fabricaban en salas de producción de empresas externas.

### Mayores ventas

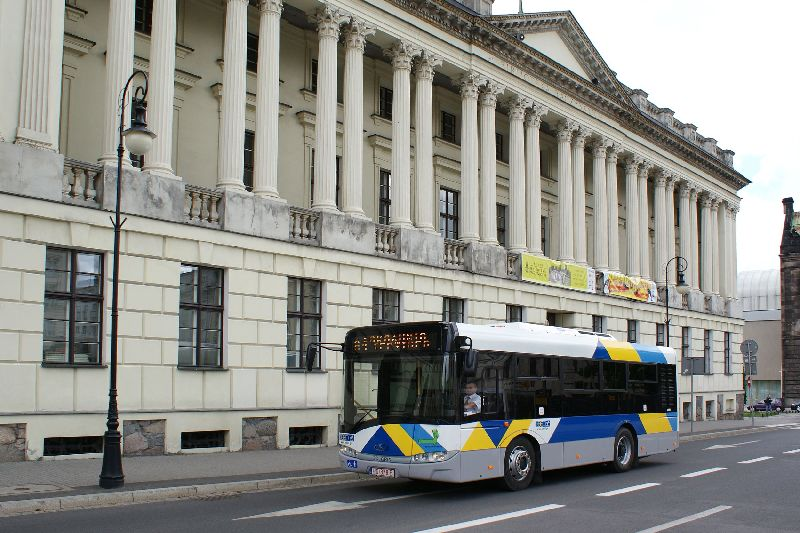
Solaris Alpino En E.EL.L diseño de Atenas en Poznan.

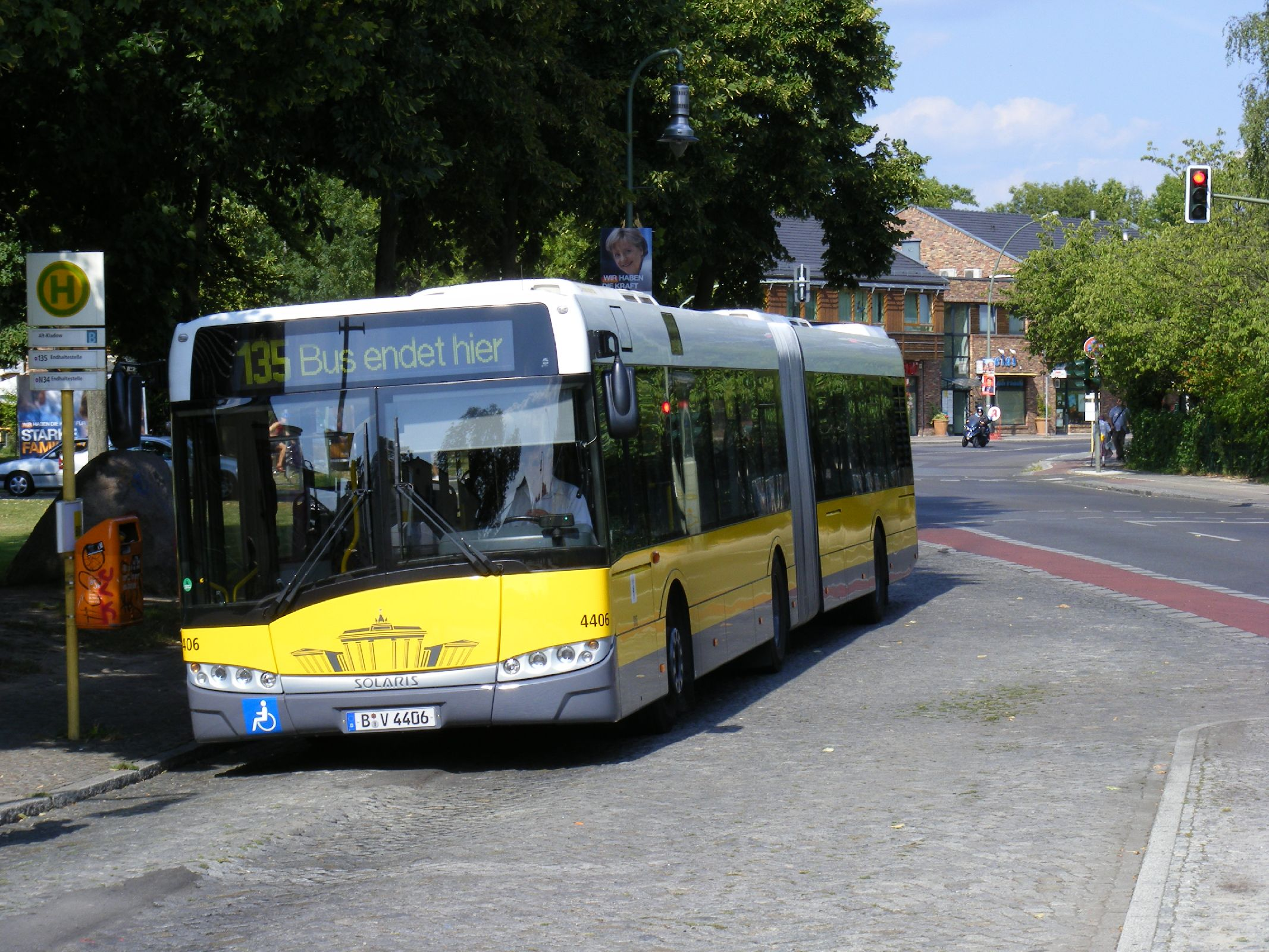
Solaris Urbino 18 en Berlín.

#### E.THE.L Atenas
A principios de 2008, el operador de autobuses municipales de Atenas, E.THE.L, convocó a licitación para 320 autobuses urbanos, de los cuales eran 220 vehículos Alpino 8,6 y 100 de Urbino 18. El valor del contrato superó los 80 millones de euros. Las entregas se completaron a finales de 2009.

#### Cotral Lazio
A principios de 2016, Solaris ganó un contrato para la entrega de 300 autobuses suburbanos para el operador Cotral de la región italiana de Lazio. Este contrato ascendió a casi 110 millones de euros. En virtud de este contrato, Solaris suministró autobuses de doce metros de la categoría Solaris InterUrbino. Los autobuses contaron, entre otros, con bodegas de equipaje, aire acondicionado y cámaras de marcha atrás. El propulsor consta de un motor diésel fabricado por DAF.

#### BVG Berlin
En 2004, Solaris obtuvo un pedido de Berliner Verkehrsbetriebe para el suministro de 260 autobuses Solaris Urbino 18.

#### RTA Dubay
A finales de 2006 la Autoridad de Transporte y Carreteras de Dubay presentó una licitación para el suministro de un total de 620 autobuses urbanos, aunque el pedido se dividió en varios lotes. Solaris ganó uno de éstos que abarcaba 225 vehículos. El contrato implicó la entrega de 150 buses articulados Urbino 18 y 75 buses Urbino 12 de tercera generación. Las entregas de autobuses se distribuyeron en el tiempo desde finales de 2007 al primer semestre de 2008. Una novedad aplicada en los autobuses del RTA de Dubay fue un sistema de aire acondicionado más eficiente y sistemas que protegen el motor de las tormentas de arena. También se instalaron cortinas especiales de aire frío en los autobuses para evitar que el calor entrara al autobús a través de las puertas abiertas.

#### TEC Valonia
En 2017 el Operador de Transporte de Valonia (transportista de la región belga de Valonia) compró 208 Solaris Urbino 12 híbridos de cuarta generación en 2017 por 105 millones de euros. Las entregas estuvieron extendidas sobre un periodo de dos años —97 autobuses fueron suministrados en 2017 y otros 111 en 2018—.

#### MZA Varsovia
En marzo de 2019, Solaris ganó la licitación organizada por MZA Varsovia cuyo tema era la entrega de 130 autobuses eléctricos. El contrato se firmó el 22 de julio de 2019. Los vehículos salieron a las calles de Varsovia en 2019 y 2020. El contrato tuvo un valor de 399,5 millones de eslotis y fue el pedido de autobús eléctrico más grande hasta la fecha en Europa. Solaris presentó la única oferta.

#### ATM Milán
En julio de 2019, Solaris ganó un pedido para el suministro de 250 autobuses eléctricos con una longitud de doce metros para la Azienda Trasporti Milanesi de Milán, ganando la licitación contra Mercedes-Benz. Se trataba de una licitación de autobuses eléctricos por valor de 192 millones de euros.

#### EMT Madrid
La Empresa Municipal de Transportes de Madrid (EMT), el mayor operador de autobuses urbanos de España, licitó en 2021 a Solaris la fabricación de 250 vehículos Urbino GNC, en un gran contrato de 520 autobuses en varios lotes. De acuerdo con el contrato, los autobuses se entregarían entre 2021 y 2023, de los que 91 autobuses fabricados por Solaris se recibieron ya en 2021.